# 2017
Évszázadok: 20. század – 21. század – 22. század
Évtizedek: 1960-as évek – 1970-es évek – 1980-as évek – 1990-es évek – 2000-es évek – 2010-es évek – 2020-as évek – 2030-as évek – 2040-es évek – 2050-es évek – 2060-as évek
Évek: 2012 – 2013 – 2014 – 2015 –  2016 – 2017 – 2018 – 2019 – 2020 – 2021 – 2022

## Események

### Január
- január 1.

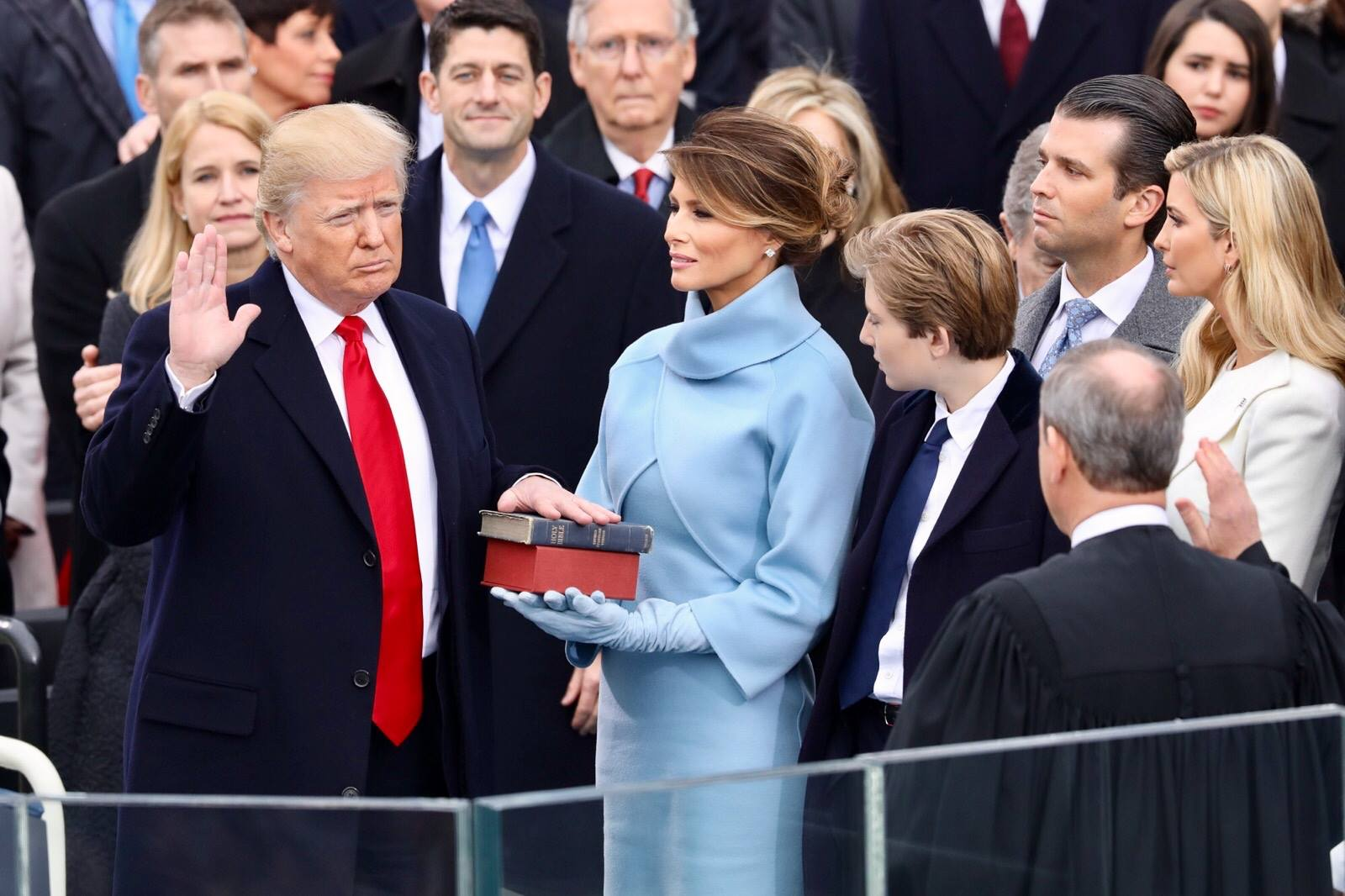
Donald Trump leteszi az elnöki esküt

  - A szilveszter éjjel történt isztambuli lövöldözés során 39-en meghalnak, amikor terrortámadás ér egy népszerű isztambuli szórakozóhelyet.[1]
  - A portugál António Guterres az ENSZ új főtitkára a hivatalát kitöltő Pan Gimun után.[2]
  - Június végéig Málta veszi át Szlovákiától az Európai Unió Tanácsának soros elnökségét.[3]
- január 2. Legalább három öngyilkos autóbomba robbant fel Bagdadban, Sadrvárosban valamint a Kindi és az Imam Ali kórházak mögött.
- január 4. – Bukarestben megalakul a PSD–ALDE-koalíció által felállított Grindeanu-kormány, miután a román parlament két házának együttes ülésén – 295 igen szavazattal 133 nem ellenében – bizalmat kapott,[4] és Klaus Johannis államfő előtt a hivatali esküt is letette.[5]
- január 6. Lázadás tör ki az elefántcsontparti hadseregen belül.
- január 7. A szíriai Ázázban egy bírósági épület előtt, egy piac közelében egy autóbomba robban fel.
- január 8. Egy izraeli állampolgárságú, de arab nemzetiségű sofőr belehajt az épp egy katonai buszról leszálló, az Izraeli Védelmi Erők (IDF) egyenruháját viselő emberekbe Kelet-Jeruzsálem Kelet-Talpiot városrészében.
- január 14. Elkezdődik a Dajr ez-Zaur-i offenzíva.
- január 19. Brazíliában meggyilkolták Loalwa Braz énekesnőt, a Lambada című világsláger előadóját.
- január 20.
  - Beiktatják hivatalába Donald Trumpot, az Egyesült Államok 45. elnökét.[6]
  - Autóbusz-baleset Verona és Velence között, az A4-es autópályán. (Az autóbusz Franciaországból, a budapesti Szinyei Merse Pál Gimnázium által évente megrendezett sítáborból tartott hazafelé. A balesetben 25-en megsérültek és 17-en életüket vesztették.)[7]
- január 21. – A kormány nemzeti gyásznapot hirdet január 23-ára az olaszországi buszbalesetben elhunyt áldozatok emlékére.[8] (Az Országház előtt Magyarország lobogóját katonai tiszteletadással – Áder János köztársasági elnök, Orbán Viktor miniszterelnök és Kövér László házelnök jelenlétében – felvonták, majd félárbócra eresztették. Ezzel egy időben a budapesti Szent István-bazilika Szent István-harangja, Magyarország legnagyobb harangja is megkondult.)[9]
- január 27. – Donald Trump aláírja azt az elnöki rendelet, melynek értelmében az Egyesült Államok 90 napra – azonnali hatállyal – felfüggeszti a beutazást Szíriából, Irakból, Iránból, Szudánból, Líbiából, Szomáliából és Jemenből. Az elnök egyúttal határozatlan időre elrendeli a szíriai menekültek befogadásának felfüggesztését, és 120 napra leállítja az USA teljes menekültprogramját. (Február 3-án a seattle-i szövetségi bíróság azonnali hatállyal felfüggesztette a beutazási tiltórendeletet. A bíróság döntése országos érvényű.)[10][11]
- január 30. – Az Afrikai Unió 28. csúcstalálkozóján a szervezet elnökévé Moussa Faki csádi politikust választják. (Az 1984-ben kilépett Marokkó ismét a szervezet tagja lett.)
- január 31. – Tüntetők vonulnak az utcára Románia nagyvárosaiban – többek között Bukarestben, Kolozsváron és Temesváron – a büntető törvénykönyv és a büntetőjogi perrendtartási törvénykönyv tervezett módosítása ellen tiltakozva. (A módosítás értelmében nem indítható büntetőjogi eljárás a hivatali visszaélések esetén, kivéve, ha az okozott kár eléri a 200 000 lejt, mely összeg 2017-ben 14 millió forintnak felelt meg.)[12]

### Február
- február 1.
  - Beiktatják hivatalába az Egyesült Államok 69. külügyminiszterét, Rex Tillersont. (Mint az ExxonMobil korábbi vezérigazgatójának – az olajcégén keresztül – jelentős üzleti érdekei voltak Oroszországban, s 2013-ban kitüntették az orosz Barátság-érdemrenddel is.)[13]
  - A brit parlament alsóháza támogatja azt a határozati javaslatot, amelynek alapján a kormány aktiválhatja az unióból való kilépéshez szükséges 50. cikkelyt. (A Lisszaboni Szerződés 50. cikkelye szabályozza, és „aktiválása” hivatalosan elindítja a  kilépési folyamatot.)[14]
- február 2. – Gazdasági, energetikai és kulturális kérdésekről tárgyal Vlagyimir Putyin orosz elnök Budapesten Orbán Viktor kormányfővel. (Tárgyalások kezdődnek a 2021 utáni gázszállításról.)[15]
- február 4. – Juhász Pétert választják az Együtt elnökévé.[16]
- február 7. – Az első magyar–iráni gazdasági vegyesbizottság ülése Budapesten, melyen gazdasági és politikai szintű egyeztetések kezdődtek – Szijjártó Péter külgazdasági és külügyminiszter, illetve Ali Tajebnia iráni gazdasági és pénzügyminiszter vezetésével – Magyarország és Irán között. (Az ülésen megállapodás született, hogy az Ikarus Global Zrt. hatszáz autóbuszt szállíthat Iránba.)[17]
- február 10. – Orbán Viktor kormányfő évértékelő beszéde a Várkert Bazárban. Az elkövetkező időszak fő feladatai között egyebek mellett az ország ellen Brüsszelből érkező állítólagos támadásokkal szembeni küzdelmet, valamint a civil szervezetek elleni harcot említi meg.[18] [19]
- február 14. – A Molnár Pál által alapított nemzetközi irodalmi díj, a Balassi Bálint-emlékkard XXI. alkalommal történő átadása a budai Gellért szállóban, melyet ezúttal Szikra János költő és Nelson Ascher brazil műfordító vehet át.[20]
- február 17. – Szijjártó Péter külügyminiszter hivatalosan is megnyitja – az Európai Unió tagállamai közül nyolcadikként – Magyarország wellingtoni nagykövetségét.[21] (A 2016-ban megnyitott külképviselet konzuli kerülete Új-Zéland és a csendes-óceáni szigetvilág egész területére kiterjed.)[22]
- február 18. – Pápai Joci és az Origo című dal nyeri az Eurovíziós Dalfesztivál magyarországi előválogatóját, A Dalt.[23]

### Március
- március 1. – A Magyar Nemzeti Bank új 2000 és 5000 forintos bankjegyet hozott forgalomba. (A korábbi bankjegyek a megújított változatokkal együtt július 31-ig maradnak párhuzamosan a készpénzforgalomban.)[24]
- március 4. – A Momentum Egyesület Momentum Mozgalom néven párttá alakul, melynek elnökévé – a posztért egyedül induló – Fekete-Győr Andrást választják.[25]
- március 5. – Elkezdődik a kelet-homszi offenzíva.
- március 13. – Az Országgyűlés újabb öt évre köztársasági elnökké választja Áder Jánost.[26]
- március 15. – Parlamenti választások Hollandiában,[27] melyen a jobboldali liberális kormánypárt, a Mark Rutte miniszterelnök vezette Néppárt a Szabadságért és a Demokráciáért (VVD) győz.[28]
- március 16.
  - Nyolc hónapnyi szünet után ismét kitör Európa legmagasabb és legaktívabb vulkánja, az Etna. (Az embereket evakuálni kellett, és legalább tízen megsérültek.)[29]
  - II. Erzsébet királynő kihirdeti a Lisszaboni Szerződés 50. cikkelyének aktiválásáról szóló törvényt (Brexit-törvény).[30]
- március 18. – Frank-Walter Steinmeier váltja a német államfői hivatalból távozó Joachim Gauckot.[31]
- március 22.
  - Terrortámadás Londonban. (A merénylő felhajtott a Westminster híd járdájára, ahol több embert elgázolt, majd a parlament épületéhez hajtott, késsel pedig rátámadt a bejáratnál posztoló rendőrre. A terrortámadásban öten veszítették életüket, köztük a megkéselt rendőr és a merénylő.)[32][33]
  - Elkezdődik a tavrai csata.
- március 25. – A római szerződés aláírásának 60. évfordulóján az Európai Unió 27 tagállama vezetőinek római csúcstalálkozóján aláírják az ünnepi megemlékezés nyilatkozatát az uniós együttműködés folytatásáról és az EU előtt álló kihívások kezeléséről.[34]
- március 26.
  - A Kereszténydemokrata Unió (CDU) nyeri a németországi Saar-vidéken rendezett tartományi törvényhozási (Landtag) választást. (A CDU-nak a szavazatok 40,7%-át sikerült megszereznie, míg négy évvel korábban ez 35,2% volt.)[35]
  - Előrehozott parlamenti választások Bulgáriában. (Mivel a választásokon a Polgárok Bulgária Európai Fejlődéséért (GERB) párt végez az első helyen, így a korábbi miniszterelnök, Bojko Boriszov alakít harmadszor is kormányt. A Bulgáriai Szocialista Párt (BSZP) végzett a második helyen, míg az Egyesült Hazafiak nacionalista pártszövetség a harmadik lett.)[36]
- március 29. – Theresa May brit miniszterelnök elküldi a kilépési szándéknyilatkozatot Donald Tusknak, az Európai Tanács elnökének, és a lisszaboni szerződés 50. cikkelyének aktiválásával hivatalosan is elindítja a Brexitet, a brit EU-tagság megszűnéséhez vezető folyamatot.[37]
- március 31. – Letartóztatják Pak Kunhje dél-koreai államfőt. (A 65 éves politikusnőt vesztegetéssel, hatalommal való visszaéléssel és államtitoksértéssel gyanúsítják.)[38]

### Április

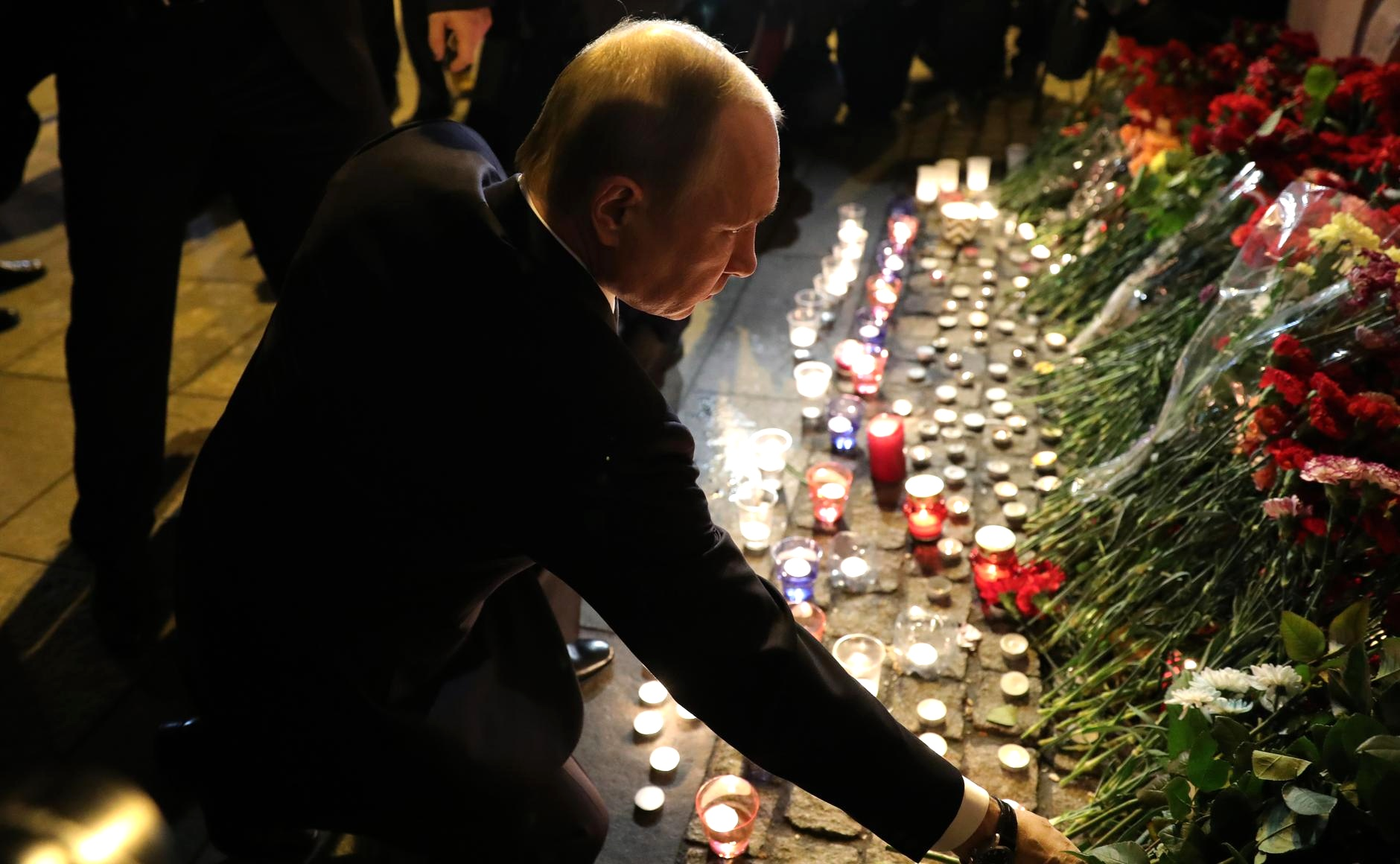
Vlagyimir Putyin orosz elnök megemlékezik a szentpétervári terrortámadás áldozataira

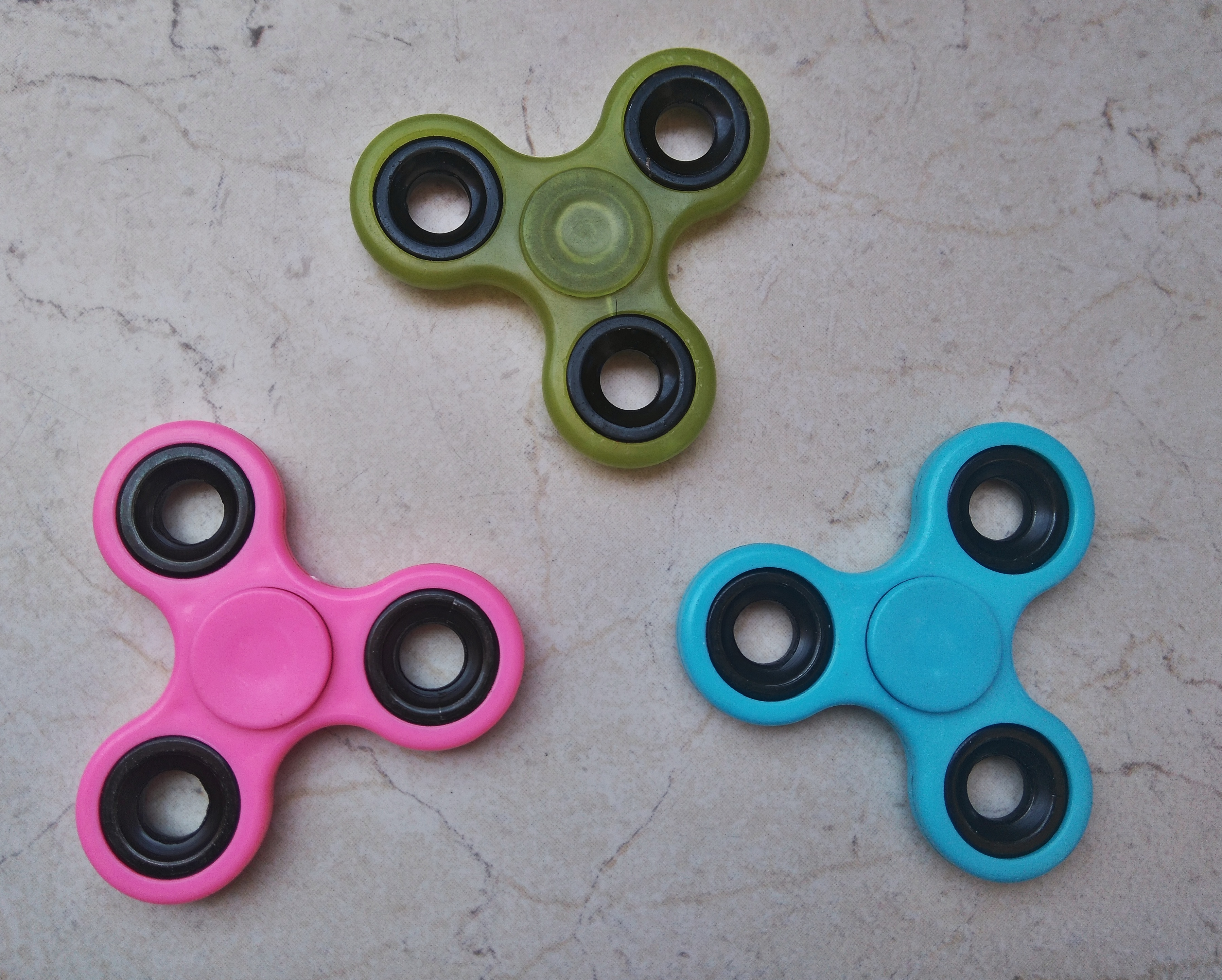
Az év játéka Magyarországon a fidget spinner

- április 1. – Útnak indul Kínából az első Hszian–Budapest tehervonat. (Az első járat a tervek szerint 17 nap alatt teszi meg a 9300 km-es utat.)[39]
- április 1–2. – Először rendezik meg a Pont Fesztivált a Várkert Bazárban.
- április 2.
  - Elnökválasztás Szerbiában, melyen – a leadott voksok 55 százalékával – Aleksandar Vučić miniszterelnök végez az első helyen.[40]
  - Az ecuadori elnökválasztás második fordulója, melyen a baloldali kormánypárt jelöltje, Lenín Moreno győzedelmeskedik.[41]
- április 3. – Terrortámadás Szentpéterváron. (Öngyilkos merénylő robbantott fel egy pokolgépet kora délután, a szentpétervári metró 2-es vonalán közlekedő egyik szerelvényen. A robbantásban a merénylővel együtt 14-en veszítették életüket. A metró átvizsgálása után egy újabb – fel nem robbant – pokolgépet találtak az 1-es és a 3-as vonal átszállópontjánál, Szennaja Ploscsagy metróállomáson.)[42][43][44][45][46]
- április 6. – Az Európai Parlament strasbourgi plenáris ülésén megszavazza az ukrán állampolgárok szabad uniós beutazását biztosító vízummentességet. (Az elfogadott jogszabály értelmében a vízum nélküli beutazás az Európai Unió területére csak meghatározott időre, és nem munkavállalás céljából engedélyezett.)[47]
- április 7. – Terrortámadás Stockholmban. (Helyi idő szerint 14 óra 50 perckor az ún. „gyilkos fűnyíró” módszert követve a merénylő a tömegbe hajtott a Drottninggatan(wd) sétálóutcában. A teherautó végül egy boltba ütközött. A merényletben legalább 4-en meghaltak.)[48]
- április 8. – Átadja 12 titkos – fegyvereket és robbanóanyagokat rejtő – raktárának listáját a francia hatóságoknak a Baszk Haza és Szabadság (ETA) terrorszervezet, a francia civil társadalom „béketeremtőinek” közvetítésével. (Az ETA közel hat évvel azután adta fel teljes fegyverarzenálját, hogy 2011 októberében bejelentette, felhagy a fegyveres erőszakcselekményekkel és beszünteti tevékenységét.)[49]
- április 11. – Az Audi Hungaria Zrt. bejelenti, hogy Győrben 2019-től elindul egy új modell, az Audi Q4 sorozatgyártása.[50]
- április 15. Egy autóbombát robbantanak fel egy buszkonvoj mellett Szíria Aleppó városának nyugati al-Rashideen körzetében.[51]
- április 16. – Népszavazás Törökországban az elnöki jogkörök kiszélesítését lehetővé tevő alkotmánymódosításról. (Az igen szavazatok minimális, 51%-os többsége a korábbinál is jóval nagyobb hatalmat biztosít Recep Tayyip Erdoğan államelnöknek. Független megfigyelők jelentése szerint a népszavazásnál súlyos szabálytalanságok merültek fel.)[52]
- április 23. – A franciaországi elnökválasztás első fordulója. (Mivel egyik jelölt sem ért el abszolút többséget, ezért május 7-én újabb fordulót tartanak a legtöbb szavazatot elért liberális Emmanuel Macron és a második helyen végzett szélsőjobboldali Marine Le Pen részvételével.)[53]
- április 26. – Kína vízre bocsátja az első saját fejlesztésű 001A jelzésű repülőgép-hordozó anyahajóját. (A Dél-kínai-tengeren fog szolgálatot teljesíteni azért, hogy növelje a térségben a kínai befolyást és ellensúlyozza az észak-koreai fenyegetéseket.)[54]
- április 29. – Törökországban az Információs és Távközlés-technológiai Hatóság leblokkolta a Wikipédiához történő internetes hozzáférést. A cenzúra az összes nyelvi változatot érinti.[55]

### Május
- május 1. – A Momentum Mozgalom által szervezett tüntetés a budapesti Szabadság térről a Kodály Köröndön keresztül Hősök terére vonult[56]
- május 4. – II. Erzsébet brit királynő férje, Fülöp edinburgh-i herceg bejelenti, hogy augusztustól nem vállal közszereplést. (A 96 éves Fülöp a leghosszabb ideje „szolgáló” uralkodói házastárs.)[57]
- május 5. – Magyarországon több változtatás mellett 108 000 diák kezdi meg az érettségi vizsgákat. A változtatások érintik a lebonyolítás rendjét, a feladatokat és az értékelést. (A korábban megszokott rendtől eltérően először a nemzetiségi nyelv és irodalom érettségiket szervezik meg, majd a hagyományoknak megfelelően a magyar, a matematika-, a történelem-, az angol-, majd a német érettségi követi. A vizsgaidőszak május 5-én kezdődik és június 30-án a középszintű szóbeli vizsgákkal ér véget.)[58][59][60]
- május 7.
  - A francia elnökválasztás második fordulóját Emmanuel Macron nyeri.[61]
  - Helyi törvényhozási (Landtag-) választások Schleswig-Holstein tartományban, melynek nyertesei a Daniel Günther vezette kereszténydemokraták.[62]
- május 8. – Leteszi hivatali esküjét az újraválasztott magyar államfő, Áder János.[63]
- május 9.
  - A Magyar Tudományos Akadémia 188. közgyűlésén megválasztják sorrendben a 20. elnöknek újabb három évre Lovász Lászlót, főtitkárrá Török Ádámot, főtitkárhelyettessé Barnabás Beátát, az alelnöki pozícióra pedig Bokor Józsefet, Freund Tamást és Vékás Lajost.[64]
  - A 2017-es dél-koreai elnökválasztáson a szavazatok 41,4 százaléka támogatta Mun Dzsein megválasztását és így fölényes győzelmet aratott konzervatív riválisával, Hong Dzsunphjóval (Hong Junphyóval) szemben. (Eskütételi beszédében közölte, hogy kész tárgyalni az Amerikai Egyesült Államokkal, hazája legfőbb szövetségesével, és Kínával a THAAD amerikai rakétavédelmi rendszerről, valamint azt is hogy készen áll arra, hogy Észak-Koreába látogasson.)[65]
- május 10. – Csődöt jelent a német napelemipar büszkeségének gondolt Solarworld.[66]
- május 13. – A Salvador Sobral által képviselt Portugália nyeri a 62. Eurovíziós Dalfesztivált az ukrán fővárosban, Kijevben. Második helyen végez Kristian Kostov Bulgária színeiben, a harmadik helyezést a SunStroke Project (Moldova) kapja meg. A magyar induló, Pápai Joci a 8. helyen végez a fesztivál 26 fős döntőjében.[67]
- május 14.
  - Miután Reinhold Mitterlehner lemondott az Osztrák Néppárt (ÖVP) elnöki tisztéről,[68] a pártvezetés Sebastian Kurzot választja a konzervatív párt új vezetőjének.[69]
  - Tartományi választásokat tartanak Észak-Rajna-Vesztfáliában, melyen a kormányzó szociáldemokraták – a megszerzett szavazatok 30%-ával – komoly vereséget szenvednek. (Hannelore Kraft, szociáldemokrata tartományi kormányfő minden tisztségéről, így az SPD alelnöki posztjáról is lemondott.)[70]
- május 15. – Pekingben, az „Egy övezet, egy út” elnevezésű nemzetközi fórumon 68 ország, illetve nemzetközi szervezet írt alá különböző megállapodásokat Kínával a 2013-as kínai kezdeményezés keretében.[71]
- május 19. – Elnökválasztás Iránban,[72] mely a hivatalban lévő államfő, Hasszán Rohani győzelmével zárul.[73]
- május 22. – Terrortámadás a Manchester Arena-ban rendezett Ariana Grande-koncerten. (A merényletnek 22 halálos áldozata és 59 sebesültje van.)[74]
- május 23. – Átadják Szegeden az Extreme Light Infrastructure lézerlaboratóriumát.[75]
- május 24. – Tíz év után távozik a hatalomból Rafael Correa Delgado ecuadori elnök, átadva helyét Lenín Morenónak.[41]
- május 26–27. – A Családok XI. Világkongresszusa Budapesten.[76]
- május 29. – 83 éves korában – egy panamai börtönkórházban – meghal Manuel Noriega, a közép-amerikai ország egykori diktátora. (Az egykori államfőt 1989-ben – kábítószer-kereskedelemben való részvétele miatt – korábbi szövetségese, az Egyesült Államok katonai beavatkozással mozdította el a hatalomból.)[77]
- május 31. – Elkezdődik a kelet-hamái offenzíva.

### Június
- június 1. – Donald Trump elnök bejelenti, hogy kilépteti az USA-t a párizsi éghajlatvédelmi egyezményből. (A kilépési folyamat akár négy évig is eltarthat.)[78]
- június 3. – Terrortámadás London Southwark városnegyedében. (Egy fehér furgon nagy sebességgel felhajtott a London Bridge járdájára és több gyalogost elgázolt, majd a helyszínről menekülő három támadó késsel támadt a járókelőkre a közeli piac, a Borough Market környékén. A rendőrség végzett a támadókkal. A támadásban hét ember meghalt, több mint 40-en megsérültek.)[79]
- június 5. – Montenegró a szervezet 29. tagjaként csatlakozik a NATO-hoz.[80]
- június 8. – Előrehozott parlamenti választást tartanak Nagy-Britanniában.[81] (A választásokat követően a Konzervatív Párté lett a legnagyobb alsóházi frakció, de a párt elvesztette abszolút többségét, így kisebbségi kormányzásra kényszerül, az észak-írországi Demokratikus Unionista Párt (DUP) frakciójával együttműködve.)[82]
- június 11. – Theresa May vezetésével Londonban megalakul – a Konzervatív Párt és a Demokratikus Unionista Párt (DUP) együttműködésével – az új, kisebbségi brit kormány.[82]
- június 13. – Elkezdődik a dél-rakkai offenzíva.
- június 14. – A londoni Grenfell toronyházban tűz üt ki, az épület teljesen kiég. A lakók közül 72-en halnak meg, 74-en megsérülnek
- június 15. – Tíz évig tartó folyamat lezárásaként eltörlik az EU-n belüli hang- és adatroamingdíjakat. (Az Európai Bizottság döntése értelmében az unión belül utazók nem fizetnek felárat a külföldön indított vagy fogadott hanghívásokért és SMS-ekért, illetve az adathasználatért.)[57]
- június 18. Az elrendelés éjszakája hadművelet keretében az iráni Forradalmi Gárda a hónap korábbi felében bekövetkezett 2017-es teheráni támadásokra válaszul hat föld-föld ballisztikus rakétát lő ki saját fennhatóságú területekről az Iszlám Állam Dajr az-Zaur kormányzóságban lévő erői ellen.
- június 20. – Életbe lép az az uniós jogszabály, amely lehetővé teszi az ukrán állampolgárok vízum nélküli beutazását az EU-ba.[47]
- június 21. – Romániában a szociálliberális PSD–ALDE kormánykoalíció – a kormányprogram végrehajtásának késésére hivatkozva – megbuktatja a pártszövetség általa vezetett (Grindeanu-féle) kormányt, miután bizalmatlansági indítványt terjesztett elő a parlamentben.[83]
- június 24. – Elkezdődik a kunajtirai offenzíva.
- június 25. – Parlamenti választások Albániában, melyet a hivatalban lévő EU-párti, Edi Rama miniszterelnök vezette szocialisták nyerték. (A Szocialista Párt (PS) 73 mandátumot szerzett a 140 tagú törvényhozásban.)[84]
- június 26. – Klaus Johannis román államfő – a szociálliberális koalíció javaslatára – kormányalakítással bízza meg a Grindeanu-kormány gazdasági miniszterét, Mihai Tudoset.[85]
- június 29.
  - Szerbiában megalakul az Ana Brnabić vezette új kormány, amely a 2016 nyarán alakult kormány munkáját folytatja, s melynek tagjai sem változnak jelentősen.[86]
  - Romániában megalakul a Mihai Tudose vezette új román kormány.[87]

### Július
- július 1.
  - Carrie Lam veszi át – Kína különleges közigazgatási övezetének számító – Hongkong kormányzói tisztét Leung Csung-jingtól.[88]
  - Magyarország átveszi Lengyelországtól a V4-ek soros elnöki tisztségét, amely 2018. június végéig tart.[89]
- július 3. – Megújítják a Himnusz kéziratának letéti szerződését, mely szerint továbbra is, de immáron határozatlan ideig az Országos Széchényi Könyvtárban őrzik és évente egyszer a nagyközönség számára is láthatóvá teszik a felbecsülhetetlen értékű iratot.[90]
- július 5. – A Volvo bejelenti, hogy 2019-től minden újonnan bevezetett Volvo modellt elektromos hajtással fog felszerelni. (Ezzel a cégnél véget ér a tisztán belső égésű motorral hajtott járművek korszaka.)[91]
- július 24. – Tévébeszédben jelenti be Andrzej Duda lengyel államfő, hogy megvétózza a Jog és Igazságosság (PiS) párt alkotta kormány által beterjesztett bírósági reformot, ami a terv hazai és brüsszeli bírálói szerint fenyegetné az igazságszolgáltatás függetlenségét.[57]

### Augusztus

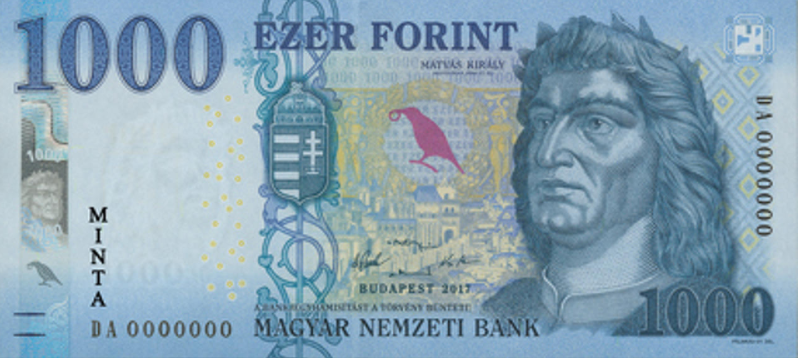
A megújított 1000 forintos bankjegy előoldala

- augusztus 4. Elnökválasztás Ruandában
- augusztus 8. – Elnökválasztás Kenyában, amit Uhuru Kenyatta hivatalban lévő elnök a voksok 54%-ával nyer meg. (A kenyai legfelső bíróság – a választási bizottság tagjai által elkövetett szabálytalanságok miatt – semmisnek nyilvánítja a választási eredményt, és október 17-ére tűzi ki az ismételt választást.)[92]
- augusztus 17.
  - Terrortámadás Barcelonában.
  - Ugandába érkezett az egymilliomodik menekült, aki a Dél-Szudánban zajló polgárháború miatt kényszerült elhagyni hazáját.[93]
- augusztus 18.
  - Terrortámadás Cambrilsban.
  - Terrortámadás Turkuban.
- augusztus 24. – A Magyar Nemzeti Bank megújított 1000 forintos címletű bankjegyet bocsát ki.[94] (A készpénzforgalomban csak 2018. március 1-től lehet vele fizetni.)[95]

### Szeptember
- szeptember 3. – Egy hegy mélyébe vájt hatalmas üregben Észak-Korea végrehajtja 2006 óta a hatodik, egyben legnagyobb kísérleti nukleáris robbantását. (A töltet robbanóereje a hatszorosa volt azénak, amit az amerikaiak 1945-ben Hirosimára ledobtak.)[57]
- szeptember 5. – A kijevi parlament elfogadja az új oktatási törvényt.[96]
- szeptember 11. – Az ENSZ emberi jogi főbiztosa, Zeid Raad al-Husszein etnikai tisztogatásnak nevezi a mianmari muszlim kisebbség, a rohingják üldözését.[57]
- szeptember 15. – Terrortámadás London délnyugati részén, a Parson’s Green megállónál. (A metrókocsiban hagyott, festékes vödörbe rejtett szerkezet nem robbant fel, azonban nagy erővel lángra kapott és a hőtől harmincan könnyebben megsérültek.)[97]
- szeptember 15–17. – Az albániai Tirana ad otthont a NATO Katonai Bizottsága kihelyezett ülésének, melyen a vezérkari főnökök javaslatot fogalmaznak meg a délről érkező kihívások elleni NATO-fellépésre, a stabilitás kivetítésére és a terrorizmus elleni harc fokozására.[98]
- szeptember 19.
  - Az Országgyűlés határozatban ítéli el a jogtiprónak tartott ukrán oktatási törvényt. (A határozat megállapítja, hogy az ukrán törvényhozás által szeptember 5-én elfogadott oktatási törvény súlyosan korlátozza a kárpátaljai magyarság számára az ukrán törvények által jelenleg biztosított oktatási és anyanyelv-használati jogokat.)[99]
  - Földrengés Mexikó középső részén, több száz halottal.[100]
  - Elkezdődik a hamái offenzíva.
- szeptember 24. – Parlamenti választások Németországban,[101] melyen a Kereszténydemokrata Unió (CDU) és a bajor Keresztényszociális Unió (CSU) által alkotott pártszövetség 33%-ot szerez, míg az Alternatíva Németországért (AfD) a maga 12,6%-os eredményével a harmadik legerősebb pártként jut be a parlamentbe. (Martin Schulz, a Német Szociáldemokrata Párt (SPD) elnöke bejelenti, hogy a továbbiakban nem kíván koalícióra lépni a CDU/CSU-val, ehelyett ellenzékbe vonul. Pártjának a voksok 20,5%-át sikerült megszereznie.)[102]
- szeptember 25.
  - Petro Porosenko ukrán elnök aláírja az új oktatási törvényt, amelyet szeptember 5-én fogadott el a kijevi parlament.[96] (A törvénynek az oktatás nyelvéről szóló 7. cikkelye – mely kimondja, hogy Ukrajnában az oktatás nyelve az államnyelv – több országban váltott ki tiltakozást, köztük Magyarországon.)[103]
  - Az iraki kurd szavazók több mint 90 százaléka igennel voksol arra, hogy a Kurdisztán régió és körülötte a kurdok lakta térségek független állammá alakuljanak.[104]
- szeptember 30. – Gázolásos merénylet a kanadai Edmontonban. (Egy ismeretlen férfi elgázol, majd megkésel egy rendőrt. A támadást követően elmenekül, majd később autós üldözés után a hatóságok elfogják. Az esetet a kanadai hatóságok terrortámadásként kezelik, mivel autójában megtalálták az Iszlám Állam zászlaját.)[105]

### Október
- október 1.
  - Függetlenségi népszavazás Katalóniában, melyet a spanyol kormányzat illegálisnak minősít.[106]
  - Stephen Paddock a Las Vegas-i Mandalay Bay Hotel és Kaszinó 32. emeletéről a szállodával szemben megrendezett szabad téri koncert nézőire lő. (A lövöldözésnek legkevesebb 58 halálos áldozata és közel 515 sérültje volt.)[107]
- október 2. – Lemond a Magyar Szocialista Párt (MSZP) miniszterelnök-jelöltségéről Botka László.[108]
- október 3.
  - A magyar AXN White csatornából Sony Max, a magyar AXN Black csatornából Sony Movie Channel lesz.
  - Fizikai Nobel-díjban részesül Rainer Weiss, Kip Thorne és Barry Barish a gravitációs hullámok észlelése terén végzett munkásságáért.[57]
- október 8. – A ruténium 106-os izotópját tartalmazó enyhe radioaktív felhő jelenik meg Európa felett. (A Greenpeace szerint a Majak kiégett-üzemanyag feldolgozó üzemből származhat a szennyezés, melyet a Roszatom cáfolt.)[109][110]
- október 9. – Elkezdődik az északnyugat-szíriai hadjárat.
- október 10. – Carles Puigdemont katalán elnök a katalán parlamentben bejelenti, hogy az október 1-jei népszavazással Katalónia elnyerte a jogot, hogy független állammá váljon, majd ezt követően a katalán parlament függetlenségpárti többségének képviselői aláírják Katalónia függetlenségi nyilatkozatát, amelynek végrehajtását az elnök felfüggeszti.[111]
- október 11. – A spanyol kormány – a katalóniai eseményekre válaszul – hivatalosan felszólítja a katalán kormányt, hogy tisztázza, miszerint kinyilvánította-e Katalónia függetlenségét vagy sem. (Erre első határidőként az október 16-át szabta meg, de mivel nem kapott egyértelmű választ, Mariano Rajoy spanyol kormányfő egy – újabb levélben – második határidőt szabott, október 19-re.)[111]
- október 14. – Kettős pokolgépes merényletet a szomáliai fővárosban, Mogadishuban. (Az első merénylet célpontja a Hodan kerületében lévő Safari szálloda volt, mely előtt egy teherautóba rejtett robbanószerkezet lépett működésbe, majd két órával később a Madina nevű kerületében szintén autóba rejtett bomba robbant.)[112]
- október 15.
  - Előrehozott parlamenti választást tartanak Ausztriában,[113] ahol a Sebastian Kurz külügyminiszter vezette konzervatív Osztrák Néppárt végez az első helyen.[114]
  - Önkormányzati választások Macedóniában, melynek első körében a – Zoran Zaev miniszterelnök vezette – szociáldemokraták szerzik meg a szavazatok többségét.[115]
- október 17. – Ismételt elnökválasztás Kenyában.[92] (Uhuru Kenyatta ugyan a szavazatok 98%-ával másodszor is nyert, de a részvétel 39% alatt maradt, ami az első választáson mért adat felénél is kevesebb volt. Ennek ellenére a legfelsőbb bíróság novemberben elfogadja a második forduló eredményeit.)[57]
- október 20–21. – Parlamenti választások Csehországban, melyet az Andrej Babiš szlovák származású milliárdos vezette jobbközép ANO mozgalom nyert meg, a szavazatok közel 30%-ával.[116]
- október 22. – Előrehozott parlamenti választások Japánban,[117] melyen az Abe Sinzó kormányfő vezette Liberális Demokrata Párt (LDP) és koalíciós partnere, az Új Kómeitó párt nyer.[118]
- október 23. Dajr ez-Zaur kormányzóságban elkezdődik az Abú Kamál-i offenzíva a Szíriai Arab Hadsereg és szövetségesei által az Iraki és Levantei Iszlám Állam tagjai ellen,
- október 27. – A katalán parlament kikiáltja a függetlenséget, melyre válaszul Mariano Rajoy spanyol kormányfő meneszti a katalán kormányt, feloszlatja a parlamentet és december 21-re előrehozott tartományi választásokat ír ki. (Carles Puigdemont katalán elnök, a kormány négy tagjával együtt Brüsszelbe távozott.)[119]
- október 28. – Előrehozott parlamenti választásokat tartanak Izlandon, miután a Fényes Jövő szeptemberben kilépett a kormánykoalícióból, és Bjarni Benediktsson kormányfő lemondásra kényszerült.[120] (A kormányzó konzervatívok kapták a legtöbb szavazatot, és ezzel övék lett a legnagyobb frakció, azonban a baloldali koalícióé a parlamenti többség, akik 32 mandátumot szereztek a 63 fős törvényhozásban.)[121]
- október 30. – Átadják az Azerbajdzsánt Georgián keresztül Törökországgal összekötő új vasútvonalat.[122]

### November

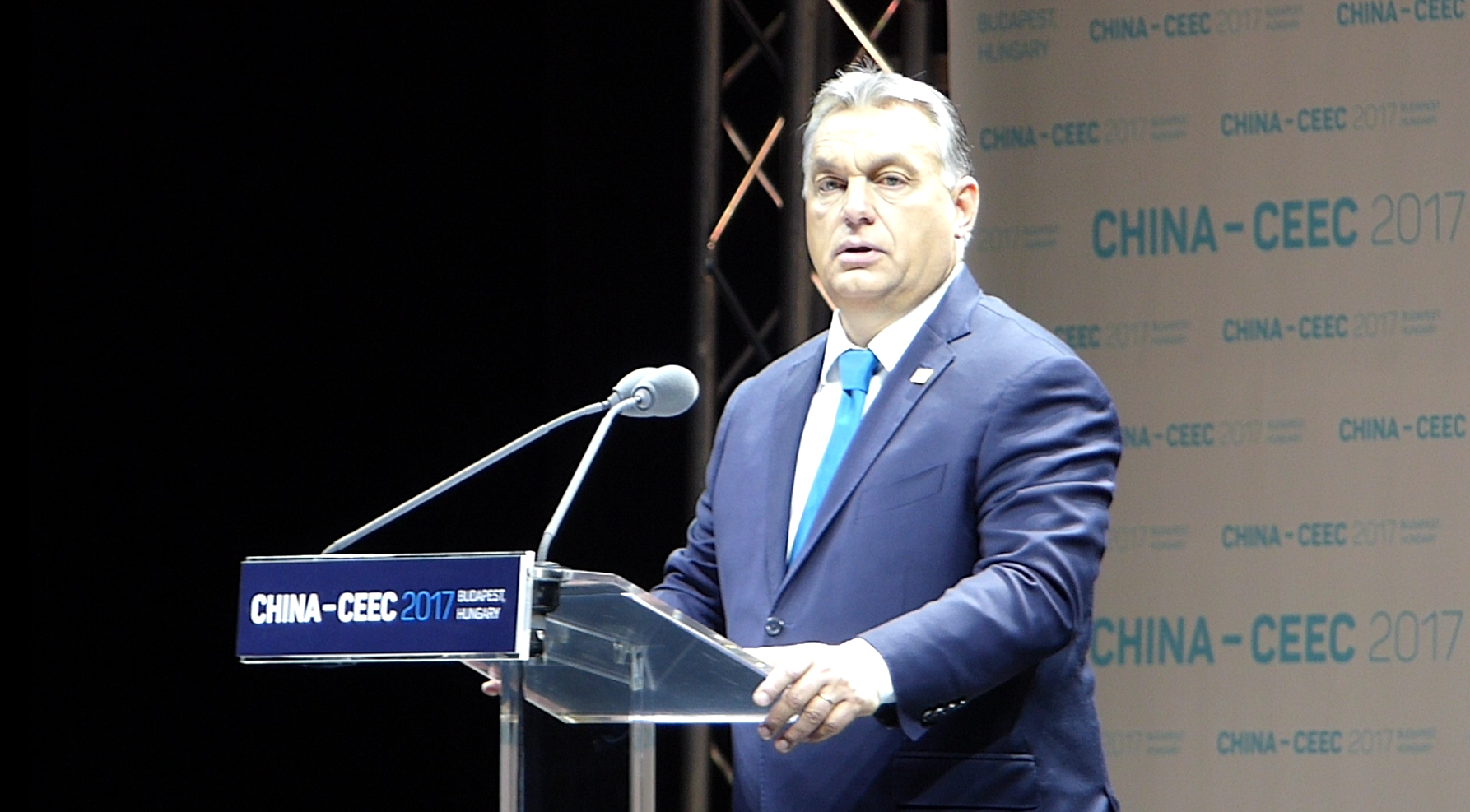
Orbán Viktor beszél a Kína-CEEC csúcstalálkozón, Budapesten

november 4.-Elkezdődik az M3-as metróvonal   felújítása az északi szakasz lezárásával.
- november 5. – Nyilvánosságra kerülnek a Paradise-iratok.
- november 11. – A jobbközép győzelmével zárul a norvégiai parlamenti választás, s így ismét a konzervatív párti Erna Solberg alakíthat kormányt.[123]
- november 15.
  - Sibusisiwe B. Moyo dandártábornok, a zimbabwei védelmi erők szóvivője a – hadsereg által hajnalban elfoglalt – ZBC állami televízió hararei stúdiójában bejelenti, hogy a katonaság átvette az ország irányítását Robert Mugabe elnök kormányától.[124]
  - Az ARA San Juan tengeralattjáró 44 fős személyzetével – rutinszerű járőrözése során az argentin partok közelében – megszűnik a kommunikációs kapcsolat.
- november 17. – Várszegi Asztrik pannonhalmi főapát bejelenti, hogy 2018 elején, a harmadik főapáti ciklus végeztével vissza kíván vonulni az apáti szolgálatból.[125]
- november 19. – A Zimbabwe Afrikai Nemzeti Szövetsége – Hazafias Front (ZANU-PF) zimbabwei kormánypárt központi bizottságának rendkívüli ülésén elmozdítják Robert Mugabe megbuktatott államfőt a pártelnöki tisztségből. (A gyűlésen egyúttal visszahelyezik tisztségébe Emmerson Mnangagwa alelnököt, akit Mugabe az előző héten leváltott. Emellett eltávolítják a megbuktatott elnök feleségét, Grace Mugabét – akit Mugabe utódjának szemelte ki – a ZANU-PF női tagozatának éléről.)[126]
- november 20. – Novozánszki Fanni eltűnése, az ún.  VV Fanni-ügy kezdete.
- november 21. – Lemond Robert Mugabe zimbabwei államfő. (A diktátor 1980 óta volt hatalmon.)[127]
- november 22. – Több mint 20 évvel Szarajevó ostroma és a srebrenicai mészárlás után a hágai Nemzetközi Törvényszék bűnösnek találja és életfogytig tartó börtönbüntetésre ítéli Ratko Mladićot, az egykori boszniai szerb hadsereg parancsnokát.[128]
- november 27. – Az első export irányvonat indulása Shangsha-ba (Kína).[129]
- november 27–28. – Kína-Közép-Kelet-Európa csúcstalálkozó Budapesten.[130]
- november 28. – Elkezdődik a Bejt Dzsinn-i offenzíva.

### December
- december 5.
  - Az Amerikai Egyesült Államok legfelső bírósága jóváhagyja Donald Trump elnök legutóbbi, harmadik beutazási tilalmának teljes életbe léptetését hat muzulmán többségű országgal – Csád, Irán, Líbia, Szomália, Szíria és Jemen állampolgáraival – szemben, jóllehet alsóbb szintű bíróságokon még folyik a vita a korlátozás egyes részleteinek törvényességéről.[131]
  - Svájci rezidenciáján, 96 éves korában meghal I. Mihály, Románia korábbi királya, az utolsó olyan személyiség, aki a második világháború idején államfő volt.[132]
  - Húszi lázadók a főváros, Szanaa külterületén végeznek Ali Abdullah Száleh egykori jemeni elnökkel és a magas rangú katonai parancsnoki tisztséget betöltő unokaöccsével, Tárik Mohammed Abdullah Szálehhel.[133]
- december 6.
  - Donald Trump amerikai elnök bejelenti, hogy az USA Izrael fővárosaként ismerte el Jeruzsálemet.[134]
  - Miloš Zeman cseh államfő Andrej Babišt, az októberi képviselőházi választáson győztes ANO (Elégedetlen Polgárok Akciója) mozgalom elnökét kéri fel kormányalakításra. (A Babiš-kormány megalakulásáig Bohuslav Sobotka ügyvezető kormányfőként a helyén marad.)[135]
- december 7. – Beata Szydło lengyel miniszterelnök – annak ellenére, hogy megnyerte a parlamentben az ellenzék által kezdeményezett bizalmi szavazást – lemond posztjáról.[136]
- december 8. – Andrzej Duda lengyel államfő elfogadja Beata Szydło és kormányának lemondását, s megbízza kormányalakítással Mateusz Morawiecki kormányfő-helyettest, akit előző este jelölt miniszterelnöknek a kormányzó Jog és Igazságosság párt vezetősége. (Duda az új kormány beiktatásáig a lemondott Szydlót bízza meg a kormány vezetéséve.)[137]
- december 14. – A német „nemzeti Nobel-díjnak" is nevezett Leibniz-díjat, ami 2,5 millió eurós pénzdíjjal jár együtt a magyar matematikus, Székelyhidi László is megkapja.[138][139]
- december 18.
  - Ausztriában megalakul a Sebastian Kurz vezette – új, az Osztrák Néppárt (ÖVP) és az Osztrák Szabadságpárt (FPÖ) alkotta koalíciós – osztrák kormány.[140]
  - A Dél-Afrikában kormányzó Afrikai Nemzeti Kongresszus (ANC) a 65 éves, gazdag üzletembert, Cyril Ramaphosát választja meg új elnökévé. (Jacob Zuma pártvezető második megbízatása után távozni kényszerült.)[141]
- december 21. – Előrehozott tartományi választásokat tartanak Katalóniában. (A legtöbb szavazatot (25,4%) az egységpárti, liberális Állampolgárok (Ciudadanos/Ciutadans, Cs) párt kapta, azonban mindez kevésnek bizonyult, hogy a függetlenség ügyében vele egy platformon álló szocialistákkal és néppártiakkal együtt többséghez jusson a 135 fős tartományi parlamentben.)[142]
- december 28.
  - Tüntetések törnek ki Iránban a kormányzati korrupció, az általános áremelkedések, és a szíriai polgárháborúban való, igen költséges iráni részvétel ellen.[143]
  - Sergio Mattarella olasz államfő feloszlatja a törvényhozást, és a következő év elejére (március 4.) írja ki az előrehozott választásokat.[144]

### Határozatlan dátumú események
- január

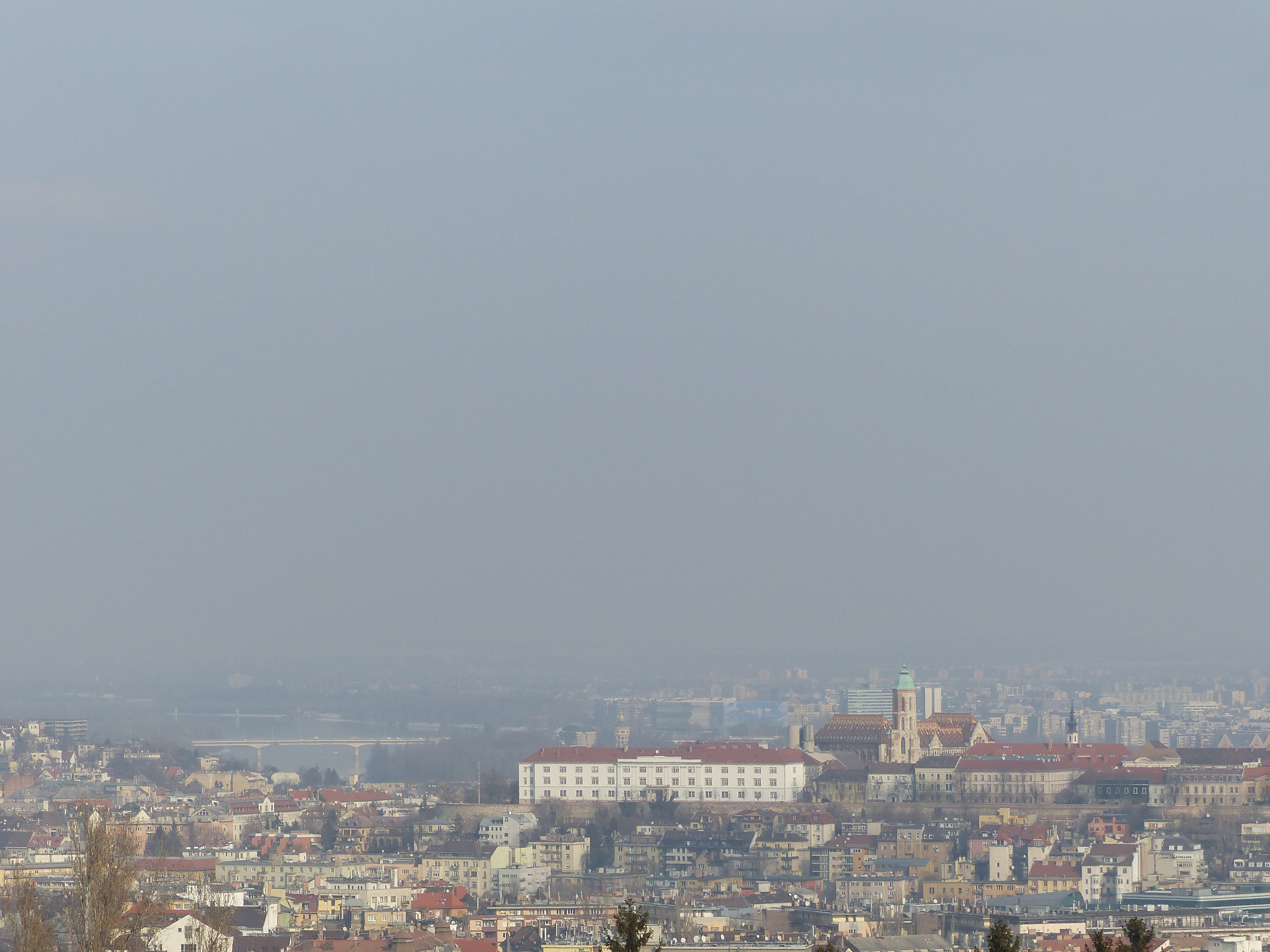
Szmog Budapesten

  - Jégzajlás a magyar folyókon, a hetek óta tartó hideg miatt befagynak a tavak. Január 25-én – délután 4 órától – a szmogriadó miatt ingyenes a tömegközlekedés a tiltott rendszámú autósoknak.
  - Magyarországon kiugró a légszennyezettség mértéke. A CO koncentráció értéke: Budapesten 2149 mg/m3, Tiszaújvárosban 2713 mg/m3, Komlón 1246 mg/m3.
  - Paczolay Pétert, az Alkotmánybíróság korábbi elnökét választja az Emberi Jogok Európai Bíróságának magyar bírói posztjára az Európa Tanács Parlamenti Közgyűlése.[145]
- február – Edvin Marton Észak-Koreában, a 2011-ben elhunyt Kedves Vezető, Kim Dzsongil emlékére rendezett háromnapos fesztiválon ad koncertet.[146]
- március – Járványügyi zárlat (karantén) a magyar-román határ mentén fekvő makói kórházban kanyaró megbetegedések miatt.[147]
- április – Az ENSZ Biztonsági Tanácsa egyhangú szavazással megszünteti a haiti békefenntartó missziót, amit 13 évvel korábban indított, amikor Jean-Bertrand Aristide hatalma ellen lázadás tört ki.[148]
- július – Az iraki hadsereg 9 havi ostrom után visszafoglalja az Iszlám Állam kezén lévő Moszult.[149]
- augusztus – A többségében buddhista Mianmar nyugati részén lévő Rakhajn szövetségi államban kiújul az erőszak a hadsereg és az elnyomás ellen lázadó rohingják között. (A katonák kíméletlenül megtorolták a szélsőséges Arakán Rohingya Üdvhadsereg rendőrőrsök elleni támadásait. A muszlim kisebbség településeit porig rombolták, a házaikat felgyújtották, akit értek legyilkoltak. A megtorlás elől a rohingják tömegesen menekültek a szomszédos Bangladesbe.)[57]
- szeptember – Szél Bernadett LMP-s társelnök személyében nő is ringbe száll miniszterelnök-jelöltként a 2018. évi országgyűlési választásokon.[150]
- október – A szír ellenzéki arab–kurd szövetség kiveri az Iszlám Államot a kalifátus fővárosából, Rakkából.[149]
- december
  - Karácsony Gergely, Zugló PM-s polgármestere bejelenti, hogy kész az MSZP által támogatott miniszterelnök-jelöltként megmérettetni magát a 2018-as választási kampányban.[151]
  - Letartóztatási parancsot ad ki egy argentin szövetségi bíró Cristina Kirchner korábbi elnök ellen. (A vád ellene, hogy akadályozta az 1994-ben a Buenos Aires-i zsidó központ elleni, 85 halálos áldozatot követelő és több száz embert megsebesítő merénylet ügyében folytatott vizsgálatot. A bíró egyben elrendelte Héctor Timerman volt külügyminiszter és több más magas rangú vezető őrizetbe vételét is.)[152]
  - Haider al-Abadi iraki kormányfő és Vlagyimir Putyin orosz elnök bejelentik az Iszlám Állam katonai vereségét Irakban és Szíriában.[149]
  - Nagy-Britannia és az Európai Unió megállapodik a távozás feltételeiről, benne a britek által fizetendő lelépési díjról.[153]

## Az év témái
- 2017 a globális mérések kezdete óta a Föld második legmelegebb éve. Az átlaghőmérséklet 14,7 °C volt, ami 1,2 fokkal magasabb az iparosodás előtti átlagnál.[154]

### Kiemelt témák és évfordulós emlékévek 2017-ben

#### Kiemelt témák
- „A furmint éve”, mellyel a magyar kormányzat fel kívánja hívni a nemzetközi és a hazai piac, illetve a fogyasztók figyelmét egy őshonos magyar szőlőfajtára.[155]

#### Kiemelt emlékévek
- Arany János-emlékév a költő születésének 200. évfordulója alkalmából[156]
- Szent László-emlékév a lovagkirály trónra lépésének 940., szentté avatásának 825. évfordulója alkalmából.[157][158]
- A reformáció emlékéve a reformáció kezdetének 500. évfordulója tiszteletére.[159][160]

#### Évszázados évfordulók
- 150 éve, 1867-ben történt a kiegyezés, melynek során I. Ferenc József és a Deák Ferenc és Andrássy Gyula gróf vezette magyar tárgyalódelegáció megállapodott az Osztrák Birodalom és a Magyar Királyság között fennálló politikai, jogi és gazdasági kapcsolatok rendezéséről.
- február 6. – Gábor Zsazsa magyar származású amerikai színésznő születésének 100. évfordulója.
- március 2. – Arany János magyar író, költő, műfordító születésének 200. évfordulója.
- április 8. – Laborfalvi Róza magyar színésznő születésének 200. évfordulója.
- május 13. – Mária Terézia magyar királynő születésének 300. évfordulója
- május 17. – Irinyi János a gyufa feltalálója születésének 200. évfordulója.
- május 26. – Szörényi Éva Kossuth-díjas magyar színésznő születésének 100. évfordulója.
- május 29. – John Fitzgerald Kennedy az USA 35. elnöke születésének 100. évfordulója.
- június 25. – Gyóni Géza magyar költő halálának 100. évfordulója.
- július 18. – Jane Austen angol írónő halálának 200. évfordulója.
- október 5. – Szabó Magda Kossuth-díjas magyar író születésének 100. évfordulója.
- október 15. – Fábri Zoltán Kossuth-díjas magyar filmrendező születésének 100. évfordulója.
- október 15. – Mata Hari táncosnő, kémnő halálának 100. évfordulója.
- november 11. – Csikós Rózsi magyar színésznő születésének 100. évfordulója.
- november 19. – Indira Gandhi India miniszterelnöke születésének 100. évfordulója.

### 2017 a televízióban
- Február 2. – Elkezdte az RTL (Klub) vetíteni A mi kis falunk című közkedvelt vígjátéksorozatát.
- Június 1. – a közmédia gyerekcsatornája, vagyis az M2 reklám- és erőszakmentessé vált
- Június 16. – végleg lekerült a képernyőről a közmédia egyik legsikeresebb kvízműsora, a Maradj talpon!
- Július 3. – Az RTL Csoport elindította a Film+2 helyén az RTL Gold talkshow-gameshow, enter- és infotainment csatornáját, amikor egyúttal elindult az Anikó #show.
- Augusztusban a Duna ajánló, reklám, társadalmi és közérdekű hirdetés-identjeiről lekerültek az emberek, helyettük néhány hely lett látható
- Szeptember 30. – a Nemzet Televíziója, vagyis a Duna TV kapta a Szent István-díjat.
- Október 2. – 9 év után ismét arculatot váltott az RTL (Klub) a csatorna közelgő 20. születésnapja alkalmából
- Október 3. – Húsz évvel indulása után megszűnik a VIVA.
- Október 4. – 20. születésnapját ünnepelte a TV2, Magyarország első országosan sugárzó kereskedelmi tv-je
- December 24. – 25. születésnapját ünnepelte a Nemzet Televíziója
- December 25. – elindult a közmédia legújabb saját gyártású kvízműsora, a Honfoglaló. A rendes játék azonban csak január 2-án jött

### 2017 a sportban

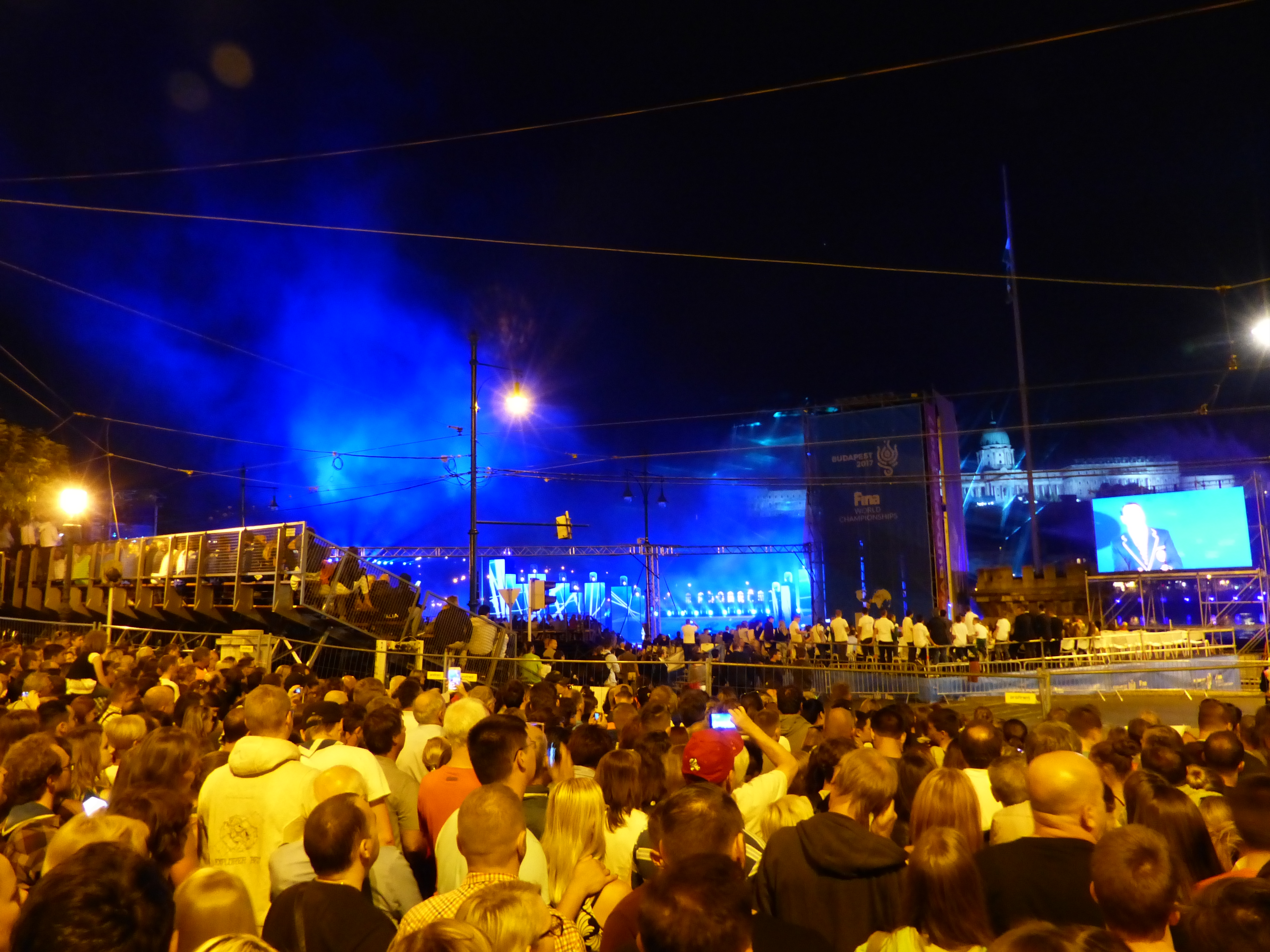
A budapesti vizes világbajnokság megnyitó ünnepsége

- január 8. – Bienerth Gusztávot a Magyar Úszó Szövetség (MÚSZ) rendkívüli tisztújító közgyűlésén megválasztották a szövetség elnökének a posztról lemondott Gyárfás Tamás helyére.
- március 1. – Rendkívüli ülésén a Fővárosi Közgyűlés – 22 igen, 6 nem szavazat ellenében – úgy határoz, hogy visszavonja a 2024. évi nyári olimpiai és paralimpiai játékok megrendezésére beadott olimpiai pályázatát Budapest.[161]
- május 2. – A Magyar Olimpiai Bizottság közgyűlése Kulcsár Krisztián párbajtőrvívót, a Nemzetközi Vívó Szövetség (FIE) technikai igazgatóját választja a MOB elnökének.[162]
- május 7. – Harmadik Bajnokok Ligája címét szerzi meg a Győri Audi ETO KC női kézilabda csapata.[163]
- május 27. – Véget ér az OTP Bank Liga 2016/17-es szezonja. (A Bozsik József Stadionban rendezett mérkőzésen a Videoton FC ezüstérmet szerzett, míg a Budapest Honvéd FC – 24 év után ismét – bajnok lett. A gólkirályi címet 16 találattal a Kispest játékosa, Eppel Márton gyűjtötte be.)[164]
- június 3. – Puskás Ferenc születésének 90. éve előtt is tisztelegve, második klubja, a Real Madrid Európa legjobbja lesz azzal, hogy megszerezi 6. UEFA-bajnokok ligája címét és egyben az első olyan csapat lesz, aki nem mástól hódította el a bajnoki trófeát, hanem meg tudta azt védeni.[165]
- július 14–30. – Budapest rendezi a 2017-es úszó-világbajnokságot.[166]
- július 23–30. – Győr rendezi a 2017-es Európai Ifjúsági Olimpiai Fesztivált.
- szeptember 1. – A Magyar Úszó Szövetség visszahívta Bienerth Gusztávot az elnöki székből.
- szeptember 13. – A Nemzetközi Olimpiai Bizottság (NOB)  limai közgyűlésén Thomas Bach elnök – egy korábbi megállapodás értelmében – bejelenti, hogy 2024-ben Párizs, míg négy esztendővel később, 2028-ban Los Angeles ad otthont a nyári ötkarikás játékoknak.[167]
- szeptember 24. – A Magyar Úszó Szövetség közgyűlésén Wladár Sándort választják meg elnökké, akinek megbízatása öt évre szól.[168]

### 2017 az irodalomban
- december 8. – A Könyvmolyképző gondozásában – magyar fordításban – megjelenik Cassandra Clare Gonosz fortélyok-trilógiájának második kötete, az Árnyak ura.[169]
- Joanne Kathleen Rowling "Harry Potter" című könyvsorozatának utolsó része ekkor játszódik. (Harry Potter és a Halál ereklyéi, Epilógus – Tizenkilenc évvel később)

### 2017 a filmművészetben
- február 18. – Enyedi Ildikó Testről és lélekről című nagyjátékfilmje elnyerte az Arany Medve díjat Berlinben
- február 26. – A 89. Oscar-gálán a legjobb élőszereplős rövidfilm kategóriában Oscar-díjat nyert Deák Kristóf kisjátékfilmje, a Mindenki.[170]

### 2017 a zenében
- május 5. – Megjelenik a Nevergreen együttes Monarchia című albuma.[171]
- Micheal Jackson: Blood On The Dance Floor X Dangerous (The White Panda Mash-Up) Remix (The White Panda Mash-Up). (C) 2017 MJJ Productions Inc.
- Anastacia: Evolution
- ATB: Next
- Aradszky László: Megszólal a telefon
- Bagossy Brothers Company: A Nap felé
- Beck: Colors
- Bon-Bon: Bé-oldal
- Caramel: Caramel 7
- Depeche Mode: Spirit
- Calvin Harris: Funk Wav Bounces Vol. 1
- Chris Brown: Heartbreak on a Full Moon
- Chris Norman: Don’t Knock the Rock
- Dua Lipa: Dua Lipa
- Fifth Harmony: Fifth Harmony
- Katy Perry: Witness
- Kesha: Rainbow
- Kelly Clarkson: Meaning of Life
- Kovács Ákos: Arany
- Kowalsky meg a Vega: Kilenc
- Maroon 5: Red Pill Blues
- James Blunt: The Afterlove
- Jamiroquai: Automaton
- Mike Oldfield: Return to Ommadawn
- Ed Sheeran: ÷
- Eminem: Revival
- Kovács Kati: Kiadatlan dalok
- Kovács Kati: Életút
- Kozma Orsolya: Vízjel
- Shakira: El Dorado
- Snoop Dogg: Neva Left
- Suzi Quatro: Quatro, Scott & Powell
- Starset: Vessels
- Take That: Wonderland
- Taylor Swift: Reputation
- The Cranberries: Something Else
- Texas: Jump on Board
- Linkin Park: One More Light
- Groovehouse: Groovehouse 6
- Pink: Beautiful Trauma
- Pitbull: Climate Change
- Zoltán Erika: Hangunk célba ért
- TLC: TLC
- Twice: Twicetagram

### 2017 a jogalkotásban
lásd 2017 a jogalkotásban

### 2017 a csillagászatban
- február 26. – Gyűrűs napfogyatkozást lehet látni Dél-Amerika déli részén, az Atlanti-óceán déli felén és Közép-Afrika délnyugati részén.[172]
- április 20. – Kína elindítja első teherűrhajóját, a Tiencsou–1-et a Hajnan tartománybeli Vencsangban lévő űrrepülőtérről.[173]
- augusztus 21. – Teljes napfogyatkozás Észak-Amerika és Dél-Amerika északi része felett
- szeptember 15. – Befejezi küldetését a Cassini űrszonda. (Az 1997-ben útnak indított szonda belezuhant a Szaturnusz atmoszférájába.)[174]

## Halálozások 2017-ben
- január 4. – Klapka György, magyar üzletember (* 1928)
- január 7. – Vathy Zsuzsa, József Attila-díjas író, újságíró, szerkesztő (* 1940)
- január 15. – Olofsson Placid, magyar bencés szerzetes, tanár, Gulag-túlélő (* 1916)
- január 19. – Miguel Ferrer, amerikai színész (* 1955)
- január 22. – Torgyán József, magyar ügyvéd, politikus, miniszter (* 1932)
- január 25. – John Hurt Oscar-díjas angol színész (* 1940)
- február 5. – Katona Kálmán, magyar mérnök, politikus, közlekedési, hírközlési és vízügyi miniszter (1998–2000) (* 1948)
- február 6. – Raymond Smullyan, amerikai matematikus, filozófus, teológus, logikus, zongorista, bűvész (* 1919)
- február 26. – Berek Kati, kétszeres Jászai Mari-díjas magyar színésznő, a nemzet színésze (* 1930)
- március 5. – Simon Károly, magyar ipari formatervező, művészetpedagógus, a MMA tagja (* 1941)
- március 8. – Oláh György, Széchenyi-nagydíjas és Nobel-díjas  magyar származású amerikai vegyészprofesszor (*1927)
- március 10. – John Surtees, brit gyorsaságimotor- és autóversenyző, 1964-ben a Formula–1 világbajnoka (* 1934)
- március 18. – Chuck Berry, amerikai gitáros, énekes (* 1926)
- március 29. – Tóth Bálint, József Attila-díjas magyar költő, író, műfordító (* 1929)
- március 30. – Szepesi Attila, József Attila-díjas magyar költő, író, publicista (* 1942)
- április 2. – Tanai Bella, magyar színésznő (* 1930)
- április 18. – Sz. Jónás Ilona, magyar történész, középkor-kutató (* 1929)
- április 23. – Földi Imre, olimpiai bajnok magyar súlyemelő, a nemzet sportolója (* 1938)
- április 26. – Jonathan Demme, Oscar-díjas amerikai filmrendező (* 1944)
- április 29. – Usztics Mátyás, magyar színművész, rendező, szinkronszínész (* 1949)
- május 2. – Komlós Péter, kétszeres Kossuth-díjas magyar hegedűművész (* 1935)
- május 12. – Mauno Koivisto, finn politikus, 1982–1994 között a Finn Köztársaság kilencedik elnöke (* 1923)
- május 17. – Chris Cornell, 	amerikai rockzenész, dalszerző, énekes (* 1964)
- május 22. – Nicky Hayden, a MotoGP 2006-os világbajnoka (* 1981)
- május 23. – Roger Moore, angol színész, producer  (* 1927)
- május 31. – Szondy István, olimpiai bajnok magyar öttusázó (* 1925)
- június 5. – Jókai Anna, kétszeres Kossuth-díjas magyar író, költő, a nemzet művésze (* 1932)
- június 8..- Glenne Headly, amerikai színésznő (* 1955)
- június 16. – Helmut Kohl, német kereszténydemokrata politikus, kancellár (* 1930)
- június 21. – Rubovszky György magyar jogász, politikus, országgyűlési képviselő (* 1944)
- június 27. – Nagy György, televíziós műsorvezető, szerkesztő (* 1953)
- július 11. – Schubert Éva, Kossuth-díjas magyar színésznő, érdemes művész (* 1931)
- július 15. – Martin Landau, Oscar-díjas amerikai színész (* 1928)
- július 16. – George A. Romero, amerikai-kanadai filmrendező (* 1940)
- július 20. – Chester Bennington, amerikai zenész, énekes (Linkin Park, Stone Temple Pilots) (* 1976)
- július 23. – Szendi József, magyar katolikus főpap, 1983 és 1993 között veszprémi püspök, majd 1997-ig érsek (* 1921)
- július 27. – Sam Shepard, amerikai színész, forgatókönyvíró, író, filmrendező (* 1943)
- július 31. – Jeanne Moreau, francia színésznő (* 1928)
- augusztus 13. – Tolnay Lajos, Ybl Miklós-díjas magyar építész (* 1933)
- augusztus 24. – Tusa Erzsébet, Liszt Ferenc-díjas magyar zongoraművész (* 1928)
- augusztus 27. – Lorán Lenke, Jászai Mari-díjas magyar színművész (* 1927)
- augusztus 30. – Makk Károly, Kossuth- és Balázs Béla-díjas magyar filmrendező, forgatókönyvíró, a nemzet művésze (* 1925)
- szeptember 8. – Ljubiša Samardžić, szerb színész, rendező. (* 1936)
- szeptember 14. – Mőcsényi Mihály, kertészmérnök, tájépítész, egyetemi tanár (* 1919)
- szeptember 15. – Harry Dean Stanton, amerikai színész (* 1926)
- szeptember 19. – Jake LaMotta, világbajnok amerikai ökölvívó (* 1922)
- szeptember 24. – Tarján Tamás, József Attila-díjas magyar irodalomtörténész, egyetemi tanár, színikritikus, dramaturg. (* 1949)
- szeptember 27. – Hugh Hefner, amerikai üzletember, lapkiadó, a Playboy magazin létrehozója és tulajdonosa (* 1926)
- október 2. – Tom Petty, amerikai rockzenész (* 1950)
- október 5. – Anne Wiazemsky, francia színésznő, író, Jean-Luc Godard volt felesége (* 1947)
- október 6. – Nepp József, Kossuth-díjas magyar rajzfilmrendező, forgatókönyvíró (* 1934)
- október 8. – Aradszky László, magyar énekes, előadóművész (* 1935)
- október 9. – Tóth II. József, világbajnoki ezüstérmes (1954) labdarúgó, az Aranycsapat tagja (* 1929)
- október 24. – Fats Domino, amerikai énekes, zongorista, dalszerző (* 1928)
- október 27. – Szőke Katalin, kétszeres olimpiai bajnok magyar úszó (* 1935)
- október 30. – Som Lajos, magyar zenész, basszusgitáros (Piramis) (* 1947)
- október 31. – Kukely Júlia Liszt Ferenc-díjas magyar opera-énekesnő, szoprán (* 1953)
- november 4.– Pápai Erzsi, Jászai Mari-díjas magyar színművész (* 1934)
- november 5. – Balla Demeter, Kossuth-díjas magyar fotográfus, a nemzet művésze (* 1931)
- november 19.
  - Charles Manson, amerikai bűnöző (* 1934)
  - Benkő Géza magyar színész, rendező (* 1969)
- november 21. – Stadler József, magyar vállalkozó, üzletember (* 1951)
- november 21. – David Cassidy, amerikai, színész, énekes, dalszövegíró, gitáros (* 1950)
- november 23. – Bohus Zoltán, Kossuth-díjas magyar szobrászművész, üvegtervező, a nemzet művésze (* 1941)
- november 24.
  - Vasadi Péter, Kossuth-díjas magyar költő, író, esszéíró, irodalomkritikus, műfordító, a nemzet művésze (* 1926)
  - Berezvai Marcell magyar zenész, zeneszerző, szövegíró (* 1992)
- november 25. – Benes József, Munkácsy Mihály-díjas magyar festő- és grafikusművész (* 1936)
- december 4. – Csontos János, József Attila-díjas magyar író, költő, filmrendező. (* 1962)
- december 5. – I. Mihály, Románia utolsó királya (* 1921)
- december 6. – Johnny Hallyday, francia énekes, filmszínész (* 1943)
- december 16. – Fábián Juli, magyar énekesnő (* 1980)
- december 23. – Volli Kalm észt geológus, a Tartui Egyetem rektora (* 1953)
- december 24.
  - Littomeritzky Mária olimpiai bajnok magyar úszó, edző, gyógyszerész ( *1927)
  - Paksy Gábor építészmérnök, urbanisztikai szakember (* 1933)

## Nobel-díjak és Nobel-díjasok
| Béke                        | Nukleáris Fegyverek Megsemmisítéséért Küzdő Nemzetközi Mozgalom (ICAN) | (mert) "a szervezet felhívja a figyelmet a nukleáris fegyverek felhasználásának katasztrofális következményeire és minden erőfeszítéssel a fegyverek szerződésen alapuló betiltásán dolgozik" /„for its work to draw attention to the catastrophic humanitarian consequences of any use of nuclear weapons and for its ground-breaking efforts to achieve a treaty-based prohibition of such weapons”. |
| Fizikai                     | Rainer Weiss , Kip Thorne, Barry Barish                                | a LIGO projekt megvalósításával a gravitációs hullámok felfedezéséért /„for decisive contributions to the LIGO detector and the observation of gravitational waves”. |
| Kémiai                      | Jacques Dubochet , Joachim Frank , Richard Henderson                   | fehérjéket vizsgáló krio-elektronmikroszkópia kifejlesztéséért /„for developing cryo-electron microscopy for the high-resolution structure determination of biomolecules in solution” |
| Orvosi-élettani             | Jeffrey C. Hall , Michael Rosbash , Michael W. Young                   | a cirkadián ritmust szabályozó molekuláris mechanizmus felfedezéséért /„for their discoveries of molecular mechanisms controlling the circadian rhythm” |
| Irodalmi                    | Kazuo Ishiguro                                                         | amiért „nagy érzelmi erejű regényeiben feltárta az ember világgal való illuzórikus kapcsolatának mélységeit"/„who, in novels of great emotional force, has uncovered the abyss beneath our illusory sense of connection with the world” |
| Közgazdasági Nobel-emlékdíj | Richard H. Thaler                                                      | "a viselkedési közgazdaságtanhoz való hozzájárulásáért"/„for his contributions to behavioural economics” |

ICAN
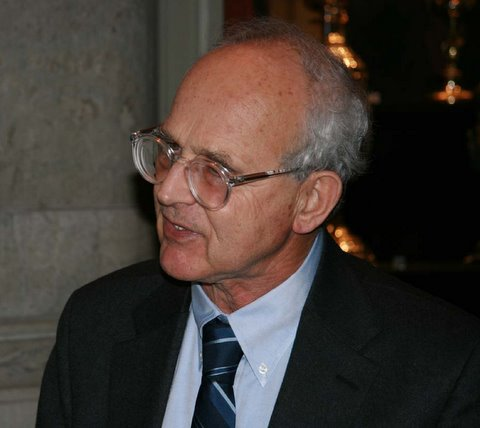
Rainer Weiss
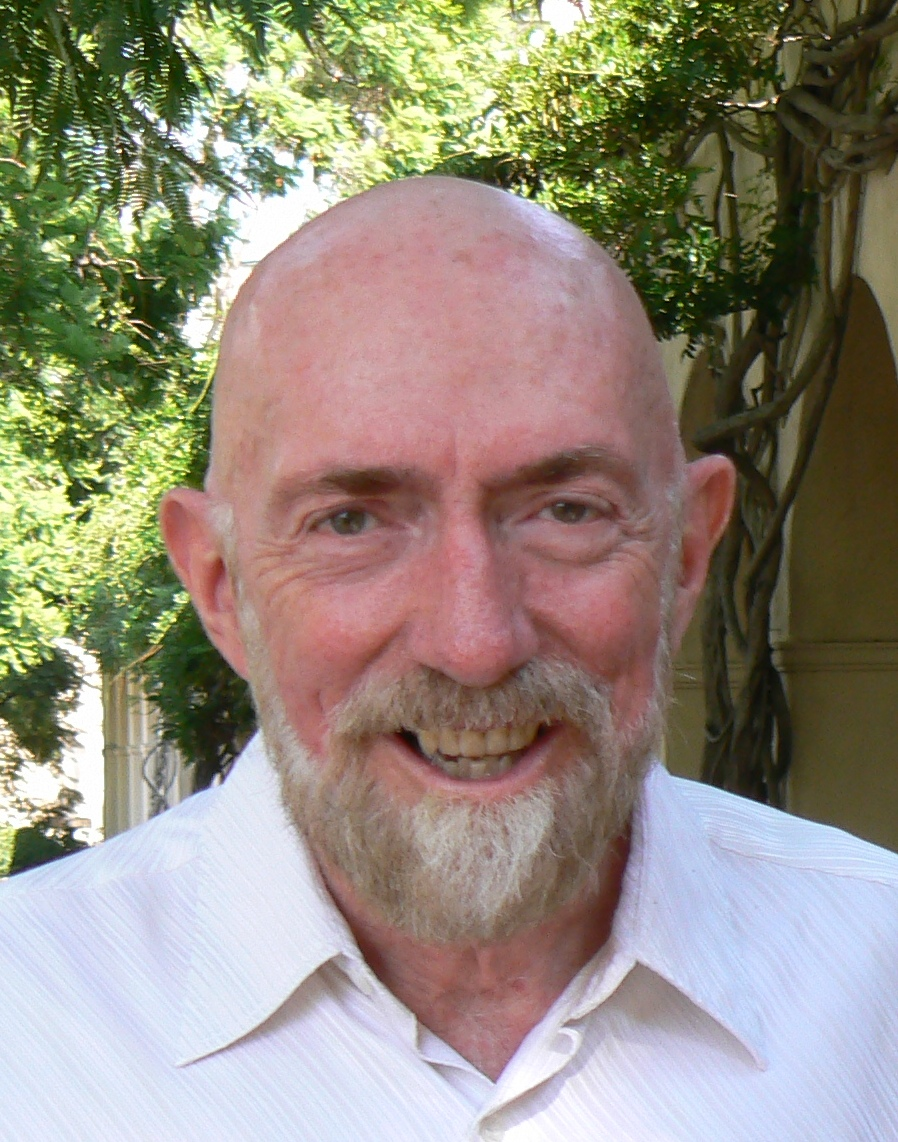
Kip Thorne
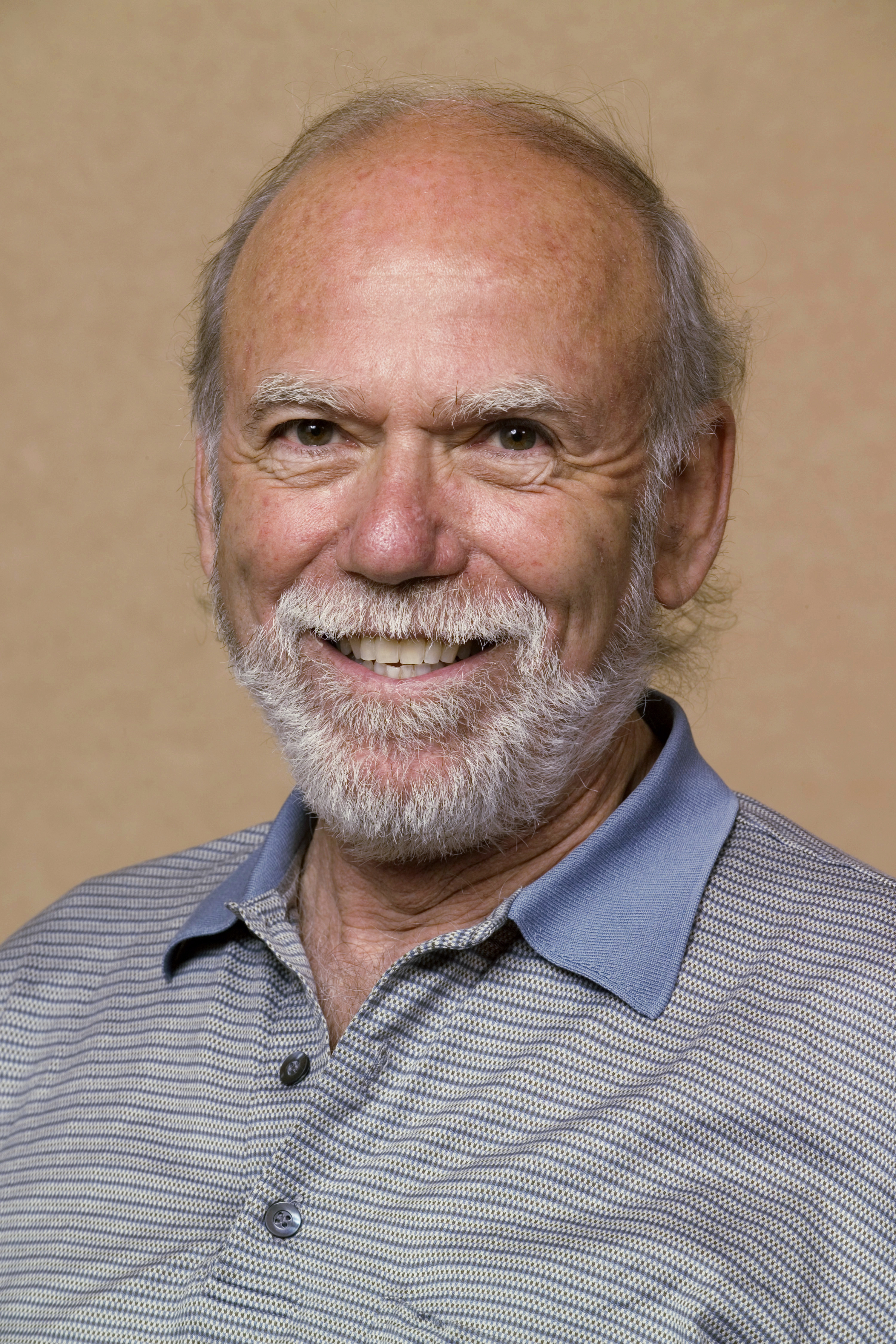
Barry Barish
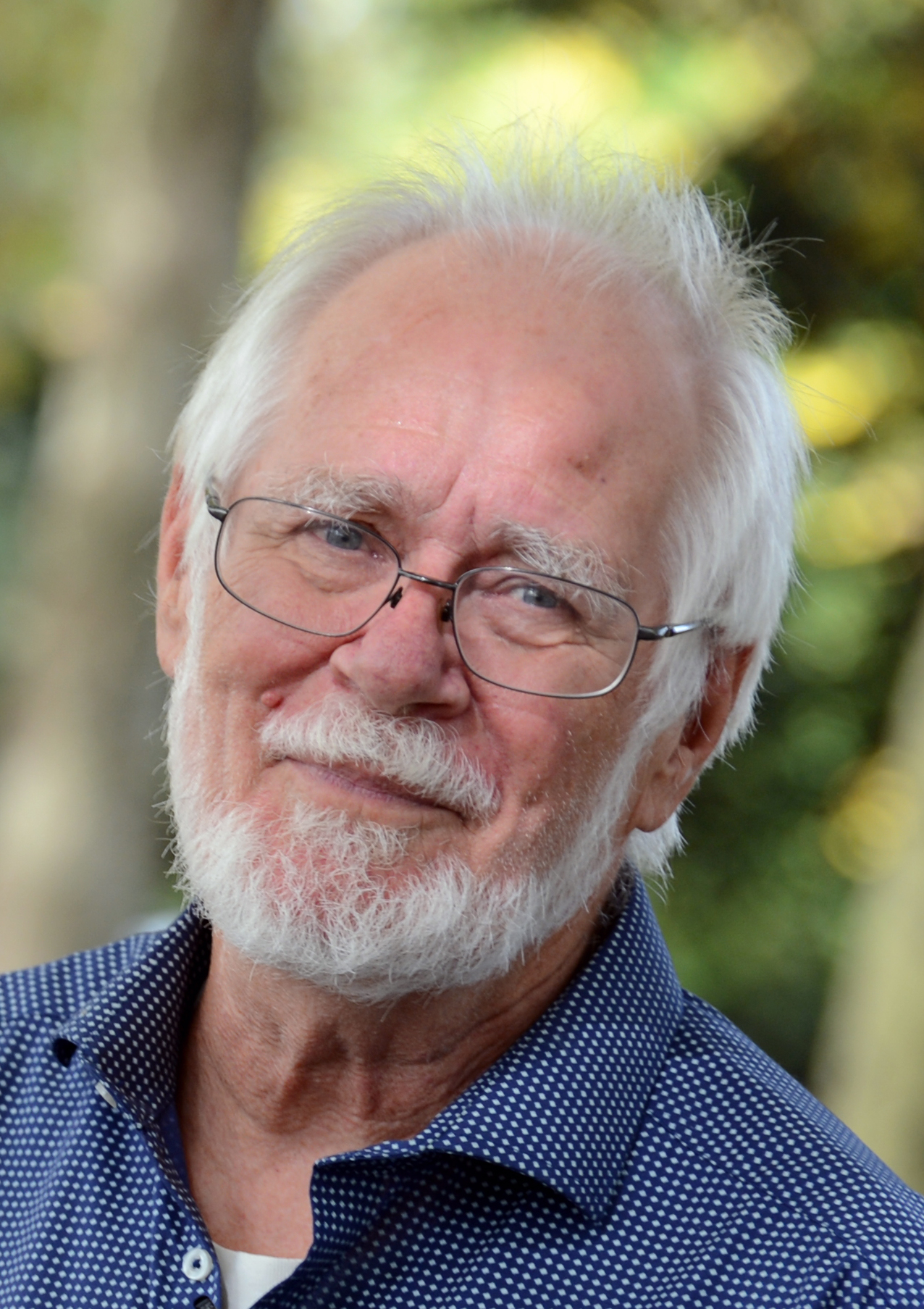
Jacques Dubochet
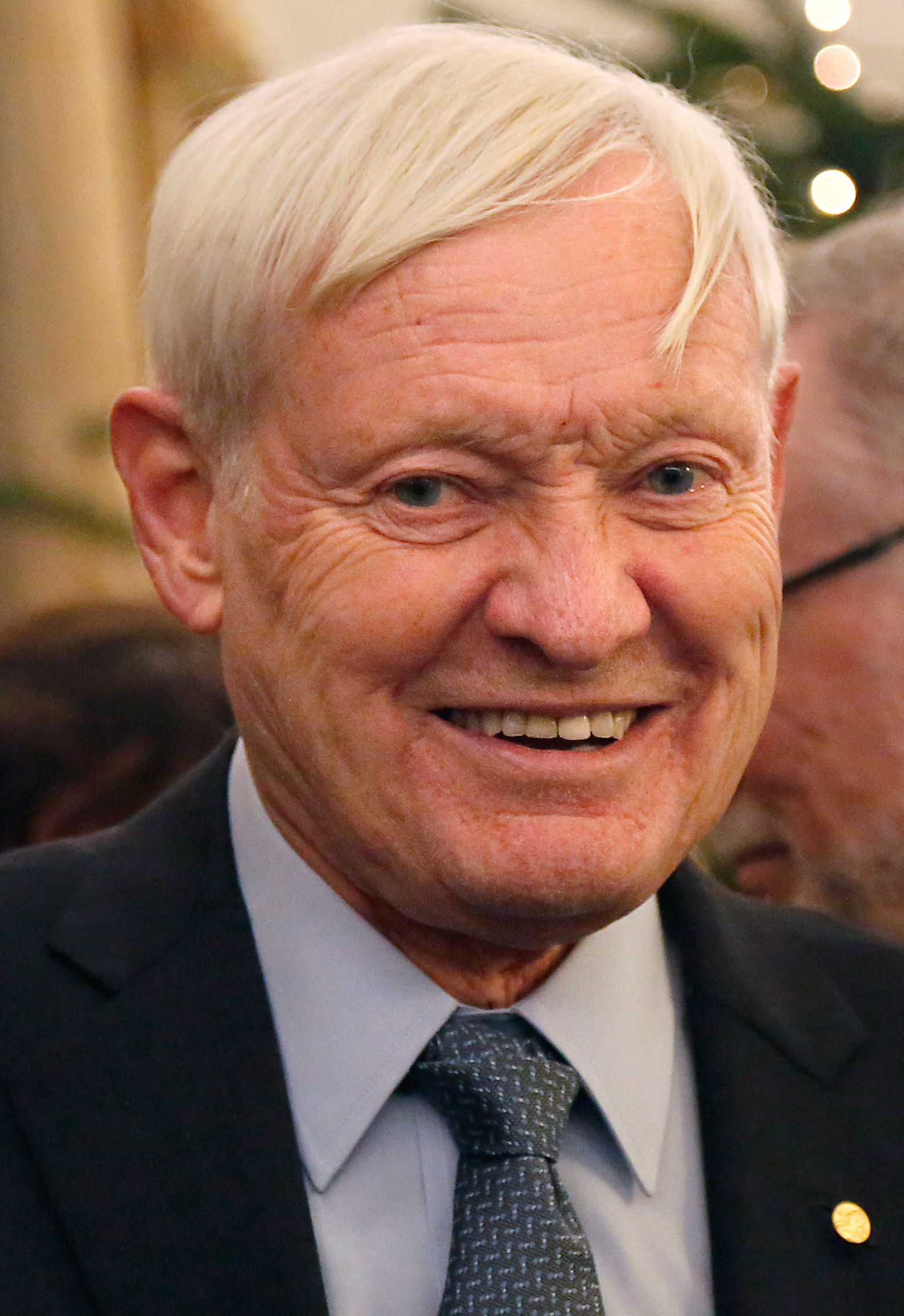
Joachim Frank
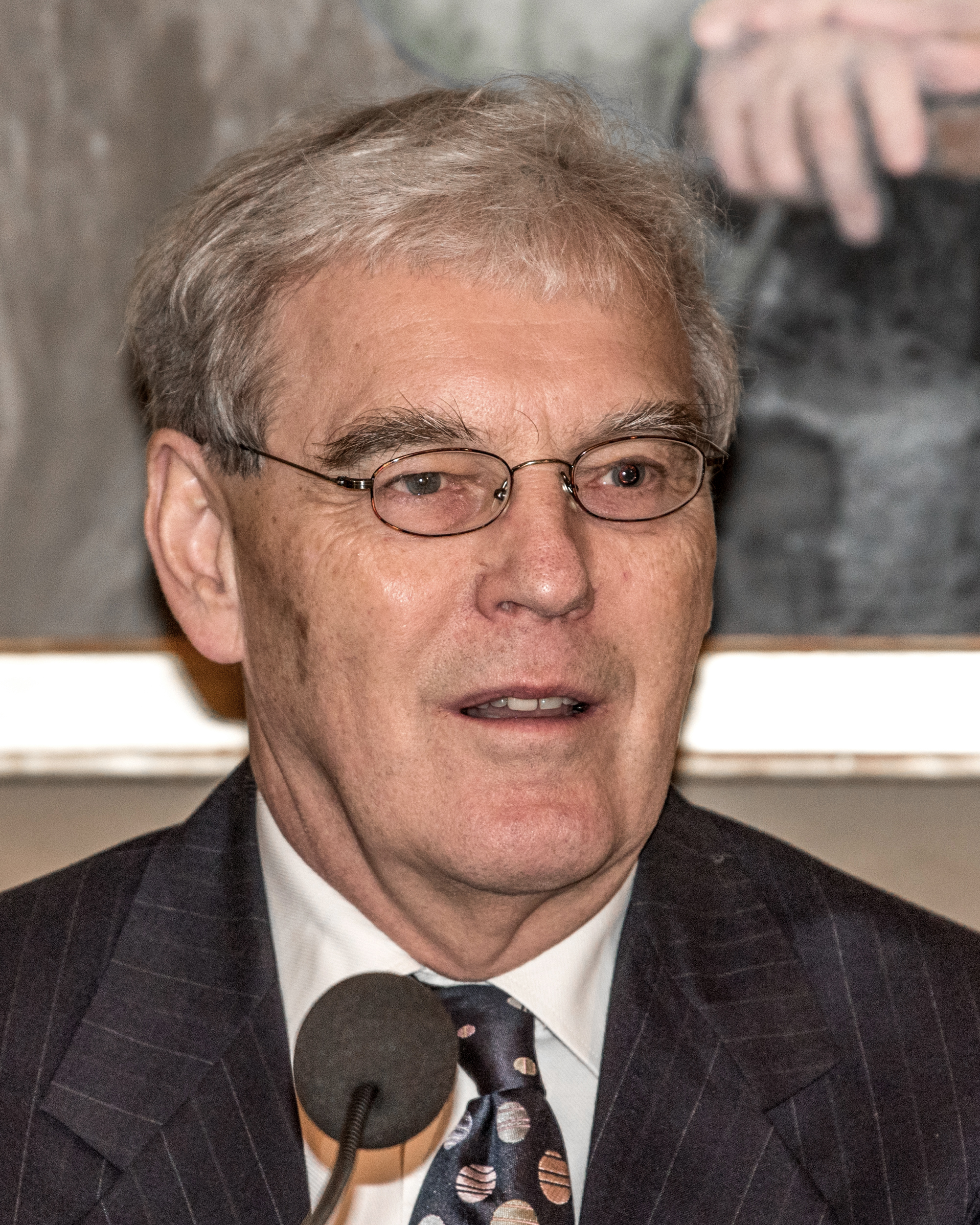
Richard Henderson
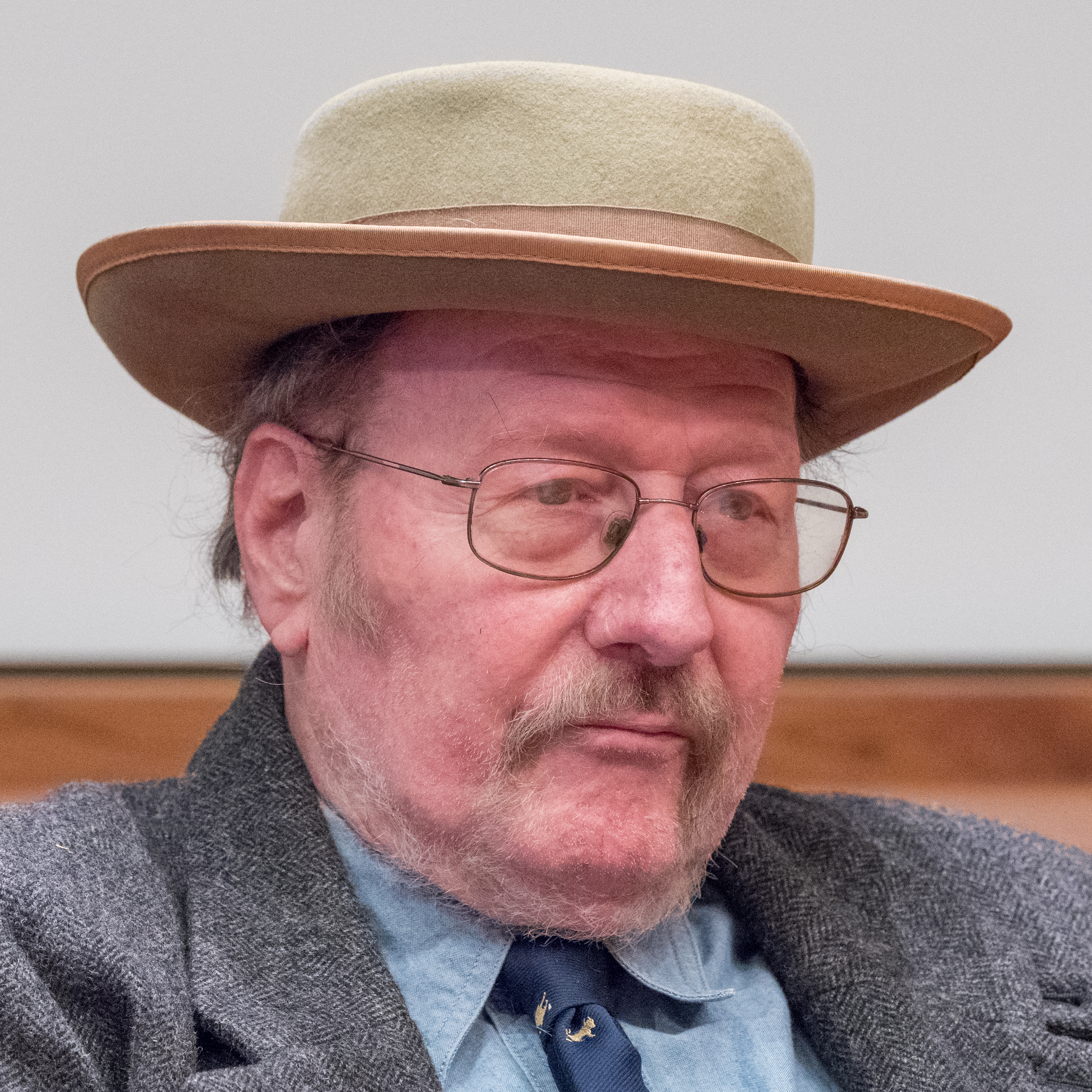
Jeffrey C. Hall
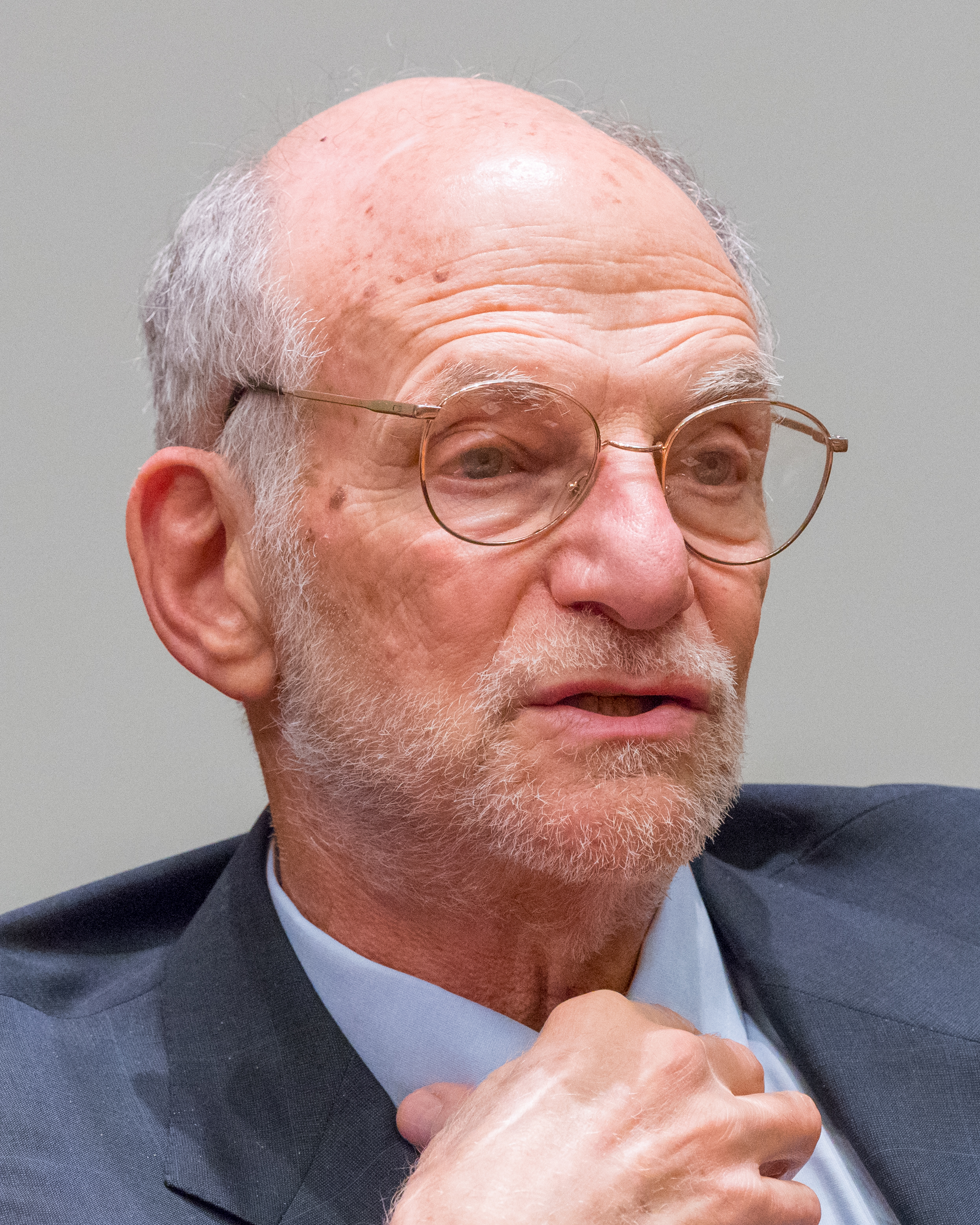
Michael Rosbash
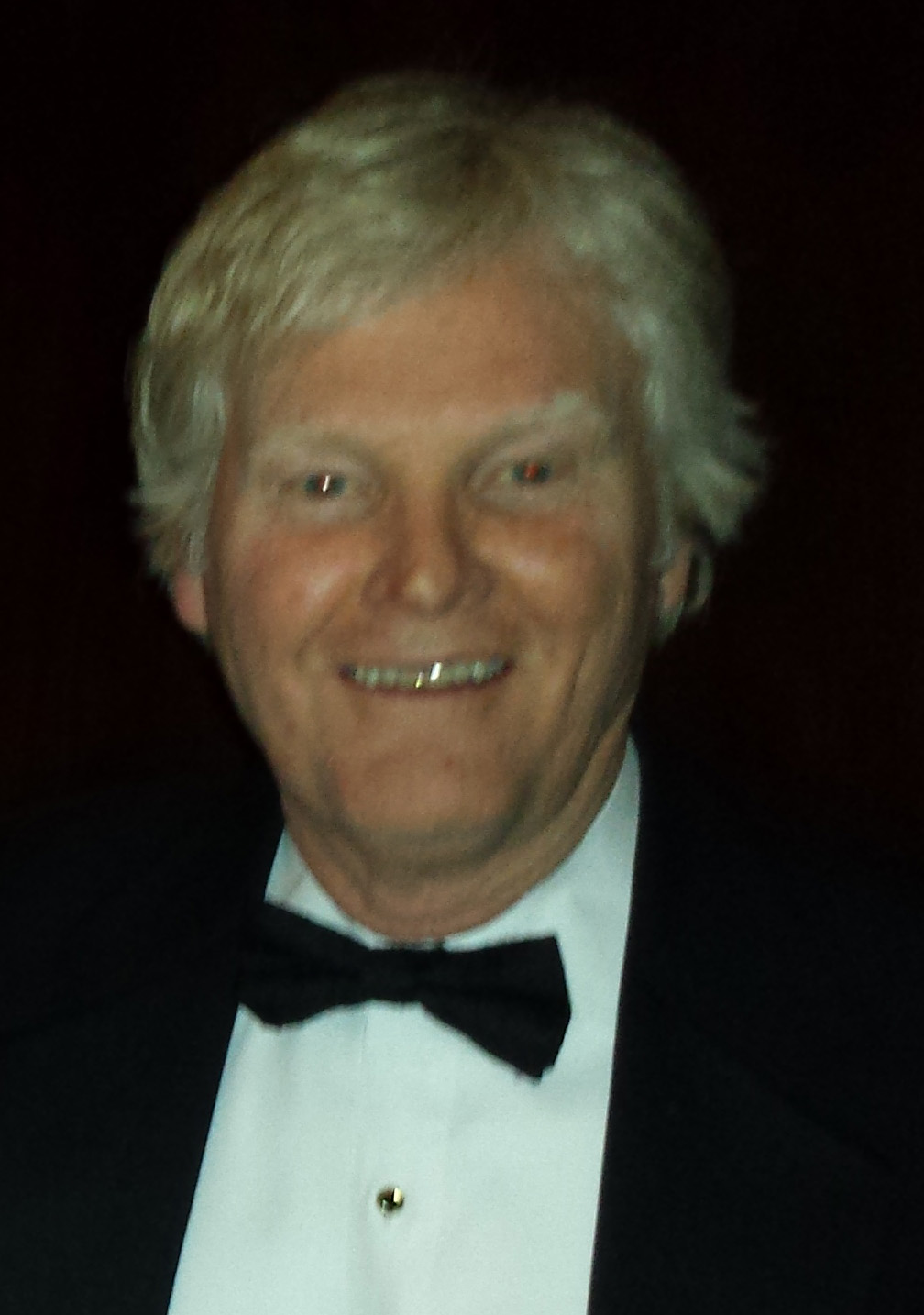
Michael W. Young
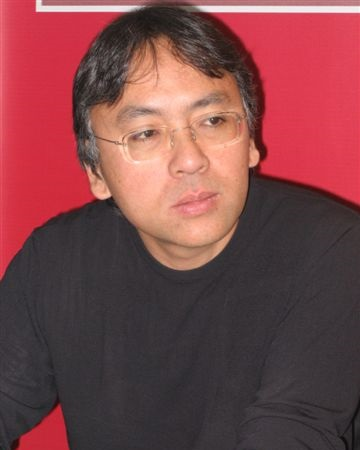
Kazuo Ishiguro
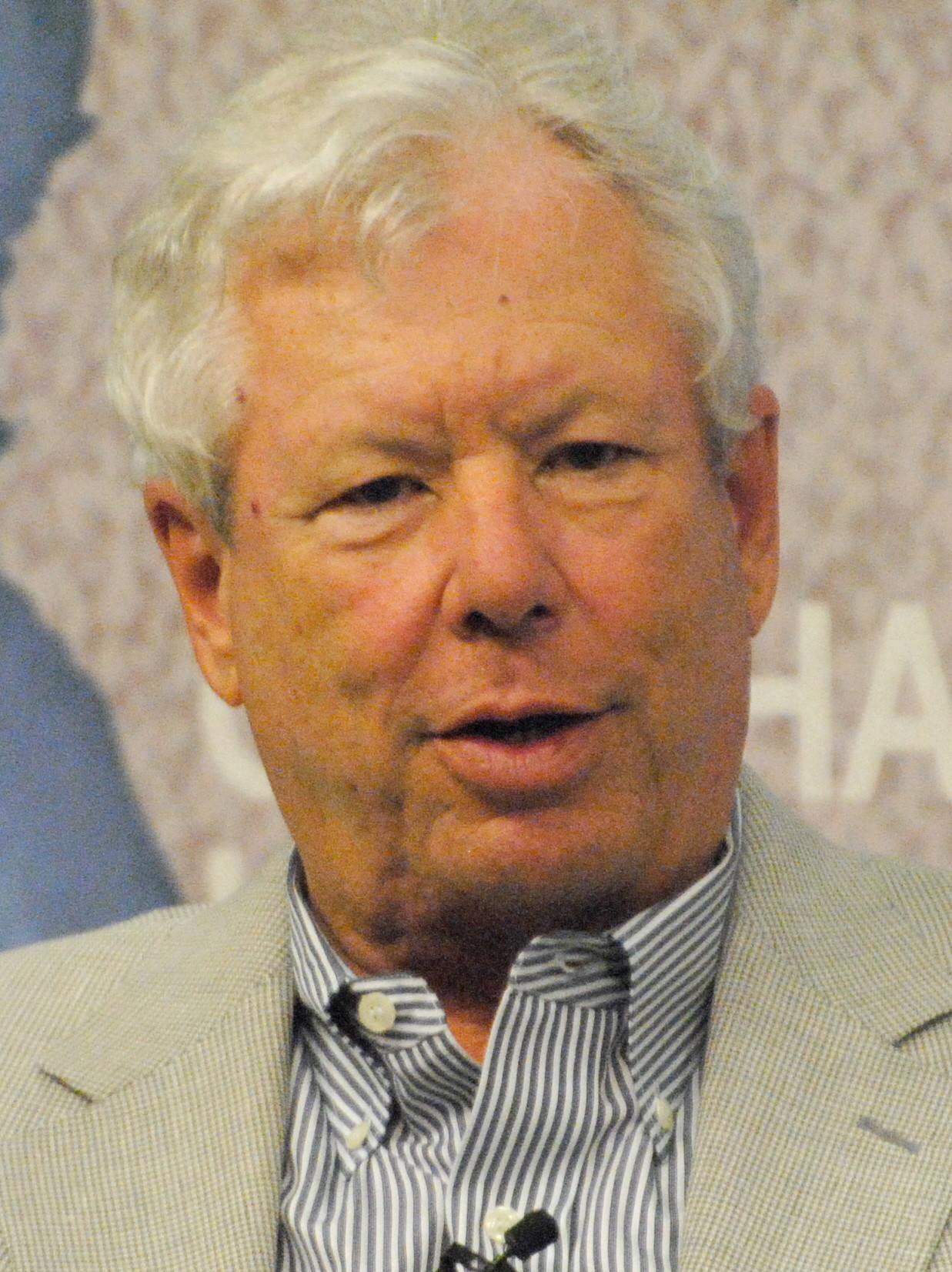
Richard H. Thaler